# Коваль, Владислав Эдуардович
Владисла́в Эдуа́рдович Ко́валь (род. 28 ноября 1949, Дзауджикау, СССР) — художник, член Союза художников России (СССР с 1981 года), заслуженный художник России (с 2014 года), почётный гражданин Волгоградской области (с 2011 года), почётный гражданин города Волжского (23.07.2020), почётный член Российской Академии Художеств (с 2016 года), академик Европейской Академии Естественных Наук (с 2019 года), основоположник пяти новых направлений в изобразительном искусстве (Т-Арт, ювелиризм, квадромбы, Куб-Арт и Палиарт).

## Биография

### Детство и юность
Родился в городе Дзауджикау. Через несколько лет с семьёй переехал в город Волжский. С детства любил коллекционировать марки, что повлияло на выбор профессии. В 1966 году окончил школу № 2. В 1967 году работал внештатным художником газеты «Волжская правда». Служил в армии. С 1968 по 1969 год работал учеником слесаря-наладчика на Волжском заводе резинотехнических изделий, а с 1969 по 1971 год — художником электроплавильного цеха Волжского абразивного завода.

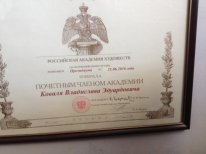

### Годы учёбы
С 1971 по 1976 год учился в Московском полиграфическом институте. На третьем курсе стал сотрудничать с московскими книжными издательствами: «Малыш», «Детлит», «Морфлот», «ДИЭСПО».
Часто писал домой письма и в 1973 году решил отправить конверт, приклеив на него собственноручно нарисованную марку. На ней он изобразил автопортрет с надписью: «Советский художник-график В. Э. Коваль». Марка была выполнена столь искусно, что почтовые работники не заметили этого, и она прошла гашение.
Спустя два года почтовое ведомство заказало ему выполнить юбилейную марку к 70-летию со дня рождения композитора Дмитрия Шостаковича. Работа получила высокую оценку художественного совета Дирекции по изданию и экспонированию знаков почтовой оплаты, была одобрена председателем Союза композиторов СССР А. И. Хачатуряном и сдана в печать.

### Деятельность
Закончив учёбу, приехал в Волгоград, где проживает до сих пор. В 1976 году был принят в молодёжное объединение при Союзе художников СССР. С 1976 по 1977 год работал художником-графиком Художественного фонда города Волгограда, а с 1977 по 1995 год — главным художником Нижне-Волжского книжного издательства. В 1980 году получает мастерскую на крыше жилого здания Союза художников на углу проспекта Ленина и улицы Краснознаменской. В 1981 году стал членом Союза художников СССР.
В 1994 году попал в энциклопедию Кембриджского университета в ряд известнейших художников России, как художник-диссидент.
С 1995 года — профессор Волгоградского государственного педагогического университета, профессор кафедры графики и дизайна (ранее кафедры рисунка и живописи).
С 1989 года много лет возглавлял Волгоградский филиал Российского Фонда Культуры. Является членом рабочей группы по содействию культурному развитию, духовно-нравственному воспитанию и патриотизму, членом областного Совета по возрождению народных промыслов, членом областной комиссии по выпуску книжной и сувенирной продукции, членом Общественной палаты Волгоградской области (с 2010 года), председателем Попечительского Совета Волгоградского государственного университета. Ведёт активную общественную работу при Главном Управлении МВД России по Волгоградской области.
Ведёт активную творческую и выставочную деятельность. Кроме участия в традиционных общероссийских и региональных выставках, провёл множество персональных выставок.

## Творчество
Внёс значительный вклад в развитие книжной графики (оформил свыше 400 книг и альбомов), плаката (создал более 200 плакатов и театральных афиш), промышленного графического дизайна, почтовой миниатюры и станковой живописи, разработку муниципальной и региональной символики (гербов и флагов), а также эмблем и наградных знаков.
Автор более 600 картин и двух новых направлений в изобразительном искусстве «трансформер арт» («Т-Арт») и «ювелиризм», автор нескольких официальных шрифтовых гарнитур.
Среди известных картин автора трансформер-полиптихи из 12 картин: «ВЕК», «Пирамида», «Год»; трансформер-полиптихи из 4 картин: «И сотворил Бог человека», «СССР», «Эпоха», «Реквием по чёрному квадрату»; картины: «Степь», «Свет Георгия», «Скачки», «Гунны», «Колыбельная», «Списание на берег», «Храмово место», «Сталинградская мадонна Ройбера», «Четыре всадника Апокалипсиса», "Президентский штандарт", полиптих «Твердь» и другие.
Является автором множества гербов и флагов муниципальных образований Волгоградской области, гербов высших учебных заведений, среди которых герб ВолГУ и его факультетов, герб ВГСПУ, фамильных гербов, среди которых герб Аллы Пугачёвой и Максима Галкина, Никаса Сафронова, Вагита Алекперова, Николая Максюты и других известных людей.
Разработал эскизы наградных знаков, среди которых высшая общественная награда России «Орден Чести» трёх степеней, высшая награда Волгоградской области «Орден Благовест» двух степеней, высшая награда Волгограда — Ордена «Во славу города-героя», высшие награды Волгоградских ВУЗов: ВолГУ, ВГСПУ, ВолГАУ, ВолГАСУ, эмблема ВолгГТУ и многие другие.
Совместно с ювелиром Сергеем Квашниным является автором серии монет «Царицынская унция», среди которых монеты с изображениями Григория Засекина, Пётра I, Александра Невского.
Разработал проект денежной купюры номиналом в 250 рублей с изображением достопримечательностей Волгограда. После того как в апреле 2016 года Центральный банк России анонсировал выпуск новых денежных знаков достоинством 200 и 2000 рублей, художник переработал проект под 200-рублёвую купюру.
Является новатором в сфере дизайна почтовых марок, отказавшись от стандартной рамки, что позволило значительно расширить полезное пространство миниатюры:

Почтовые марки и блоки работы В. Коваля
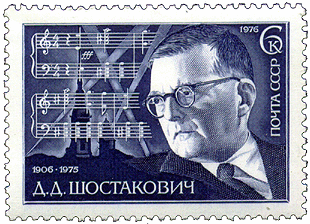
1976: 70 лет со дня рождения Д. Д. Шостаковича (ЦФА [АО «Марка»] № 4632)
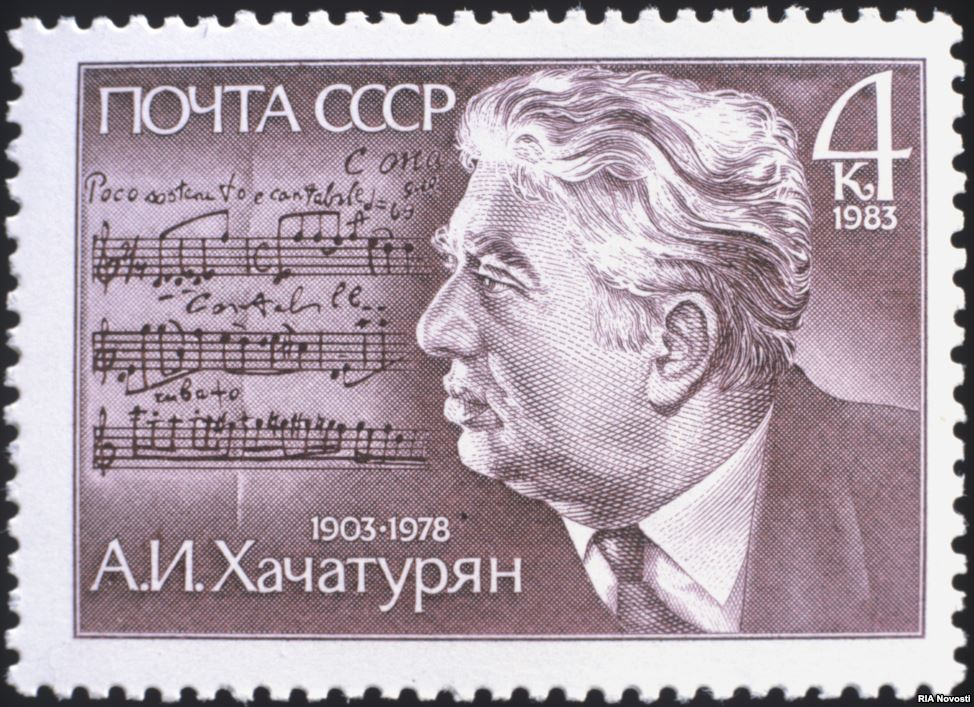
1983: 80 лет со дня рождения А. И. Хачатуряна (ЦФА [АО «Марка»] № 5394)
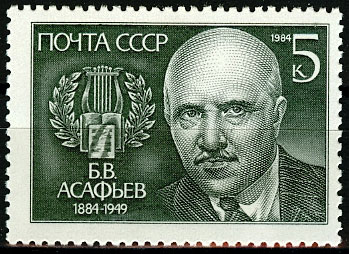
1984: 100 лет со дня рождения Б. В. Асафьева (ЦФА [АО «Марка»] № 5528)
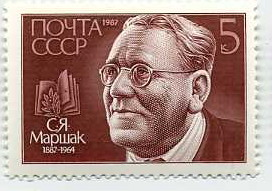
1987: 100 лет со дня рождения С. Я. Маршака (ЦФА [АО «Марка»] № 5886)
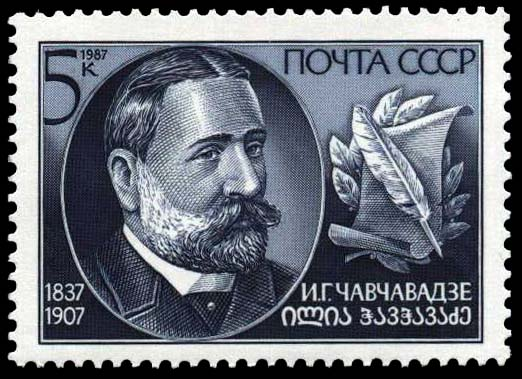
1987: 150 лет со дня рождения И. Г. Чавчавадзе (ЦФА [АО «Марка»] № 5887)
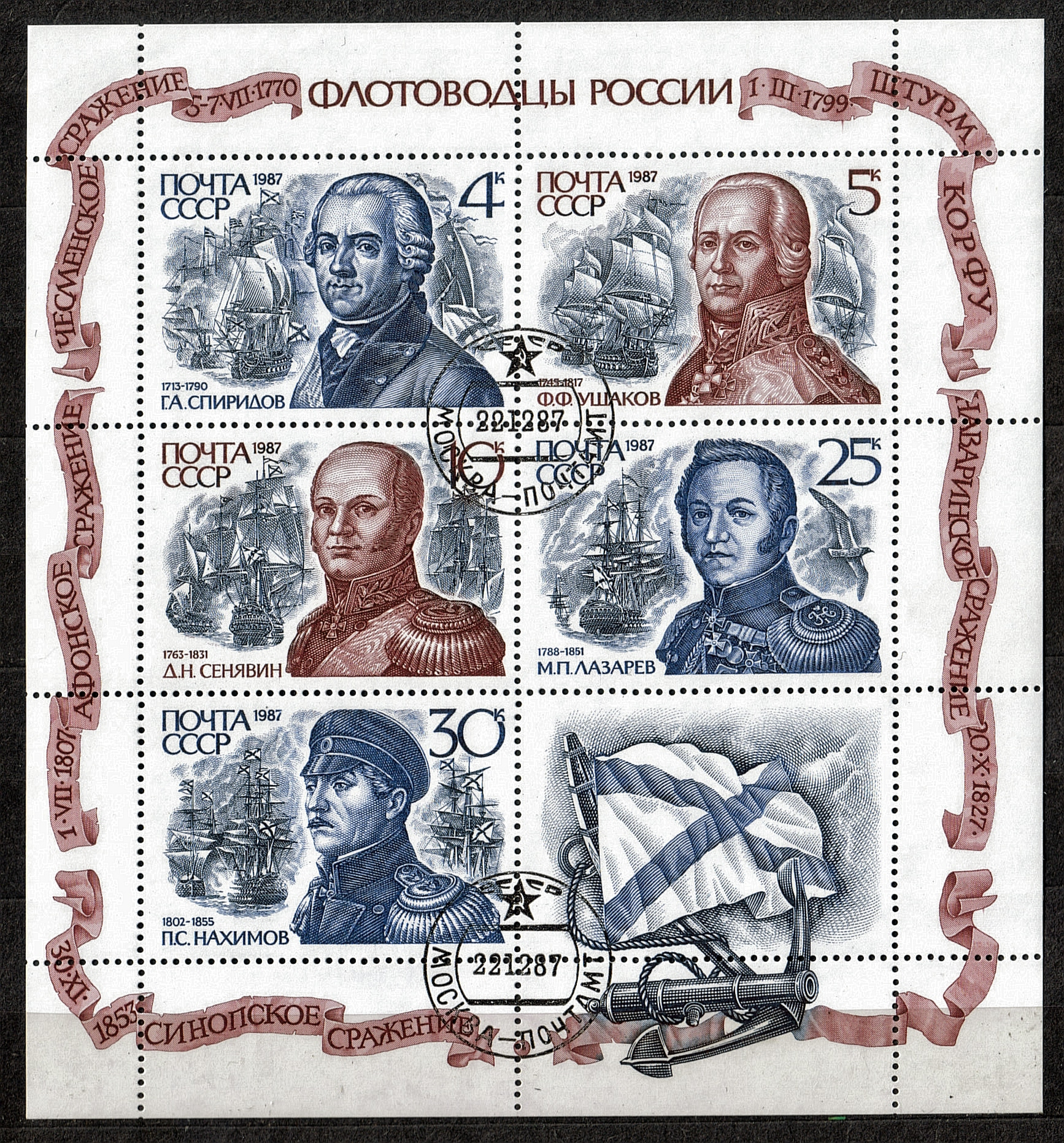
1987: флотоводцы России (ЦФА [АО «Марка»] № 5897—5901)
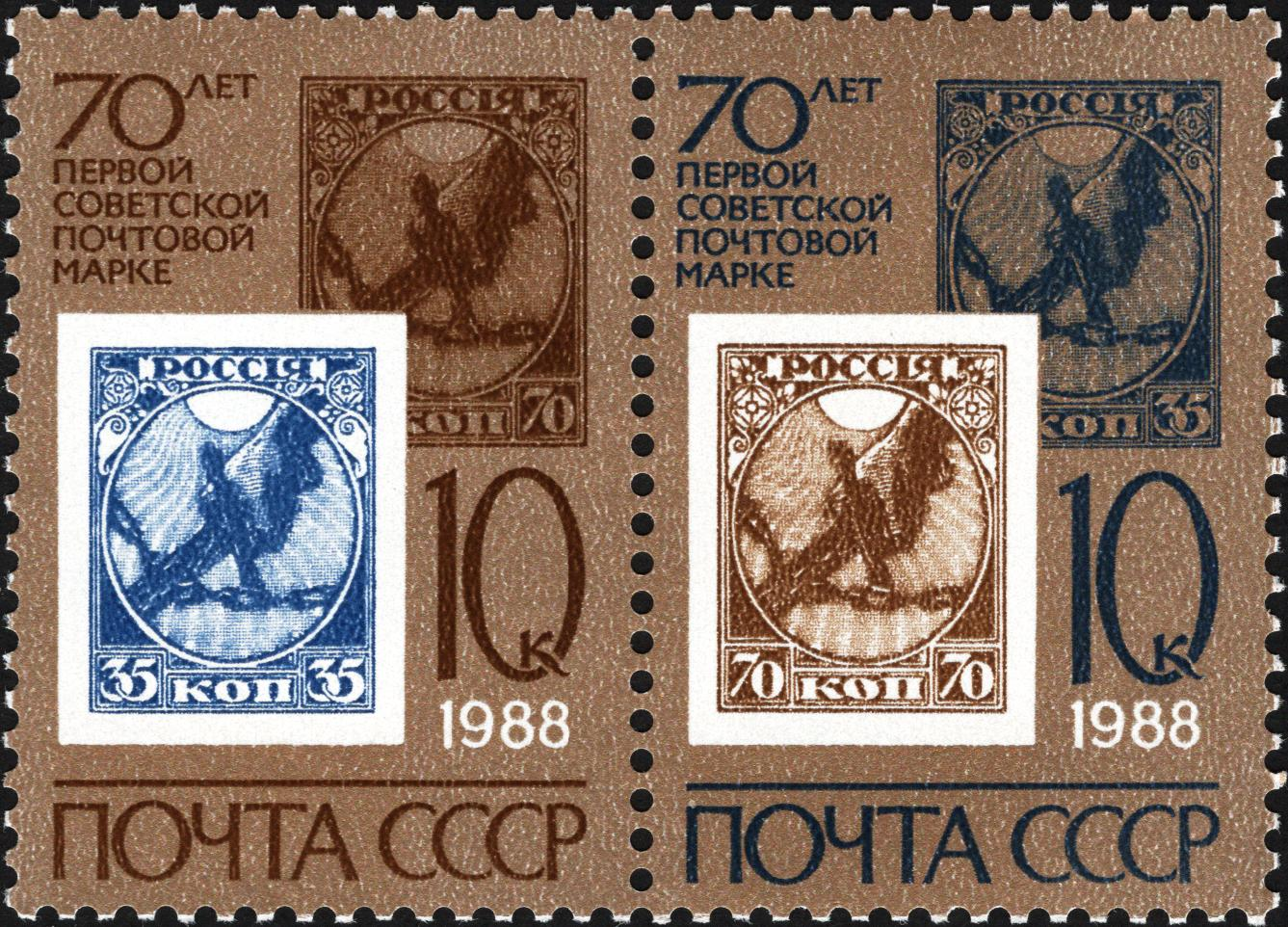
1988: 70 лет первой советской почтовой марке (ЦФА [АО «Марка»] № 5903—5904)
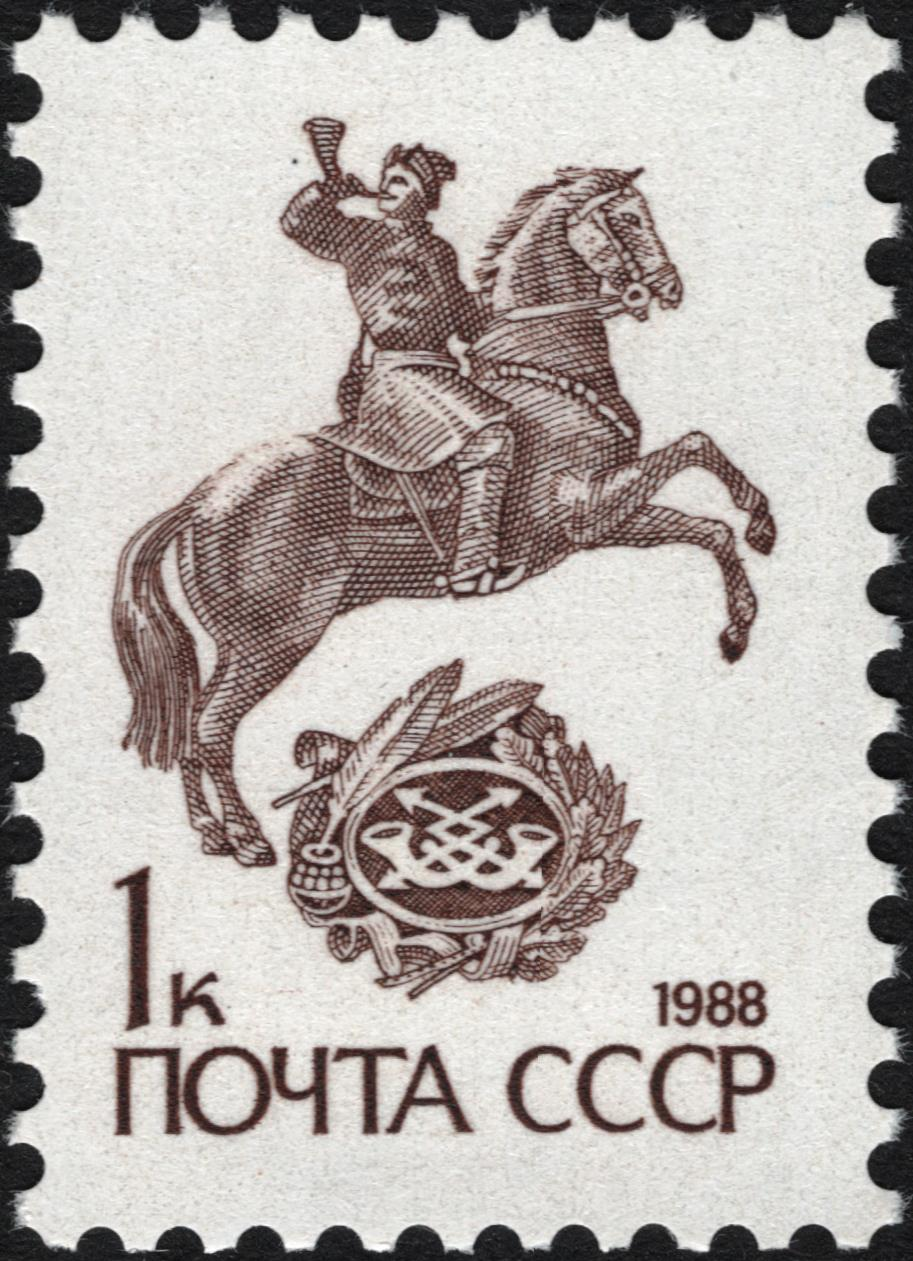
1988: стандартный выпуск. Конный гонец (ЦФА [АО «Марка»] № 6013)
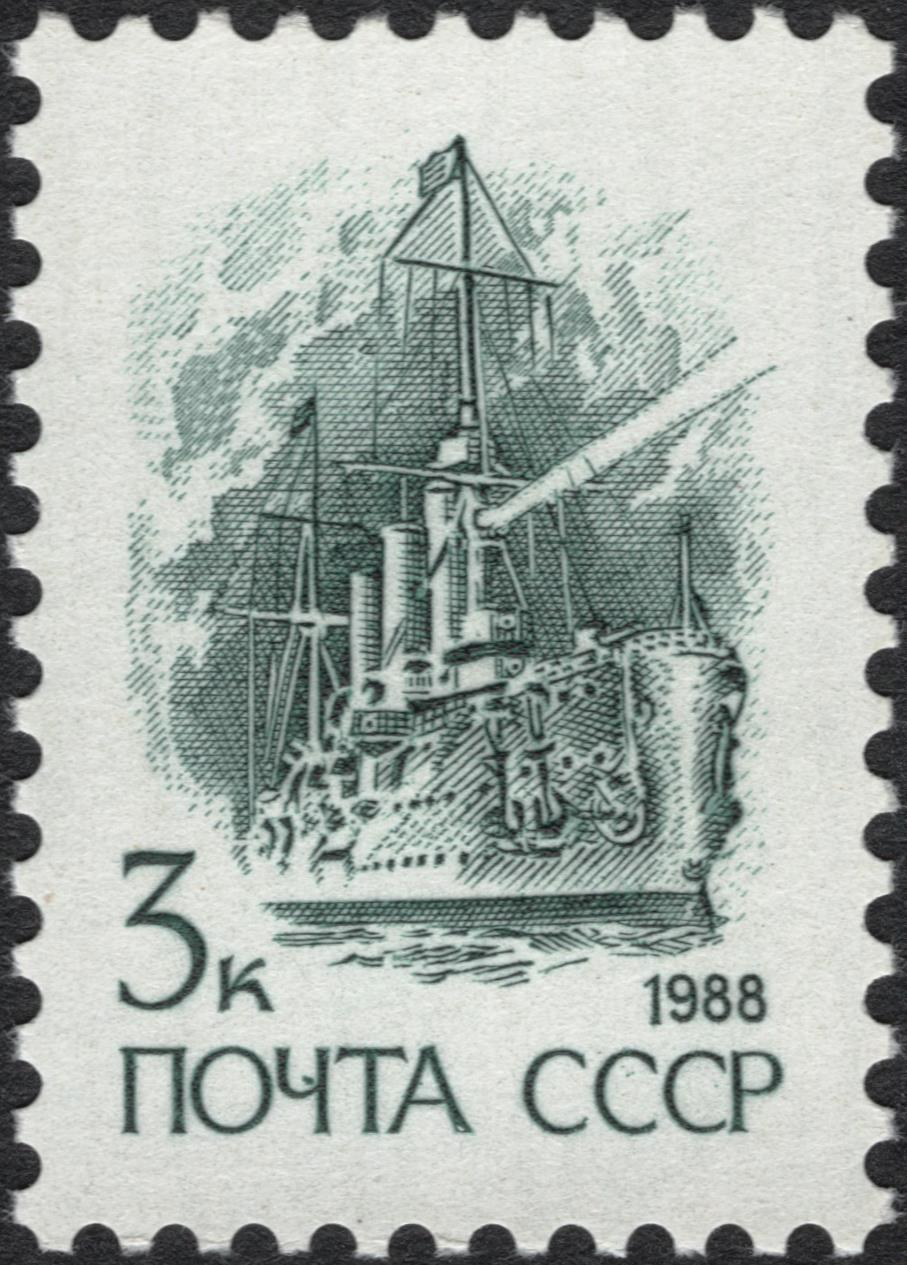
1988: стандартный выпуск. Крейсер «Аврора» (ЦФА [АО «Марка»] № 6014)
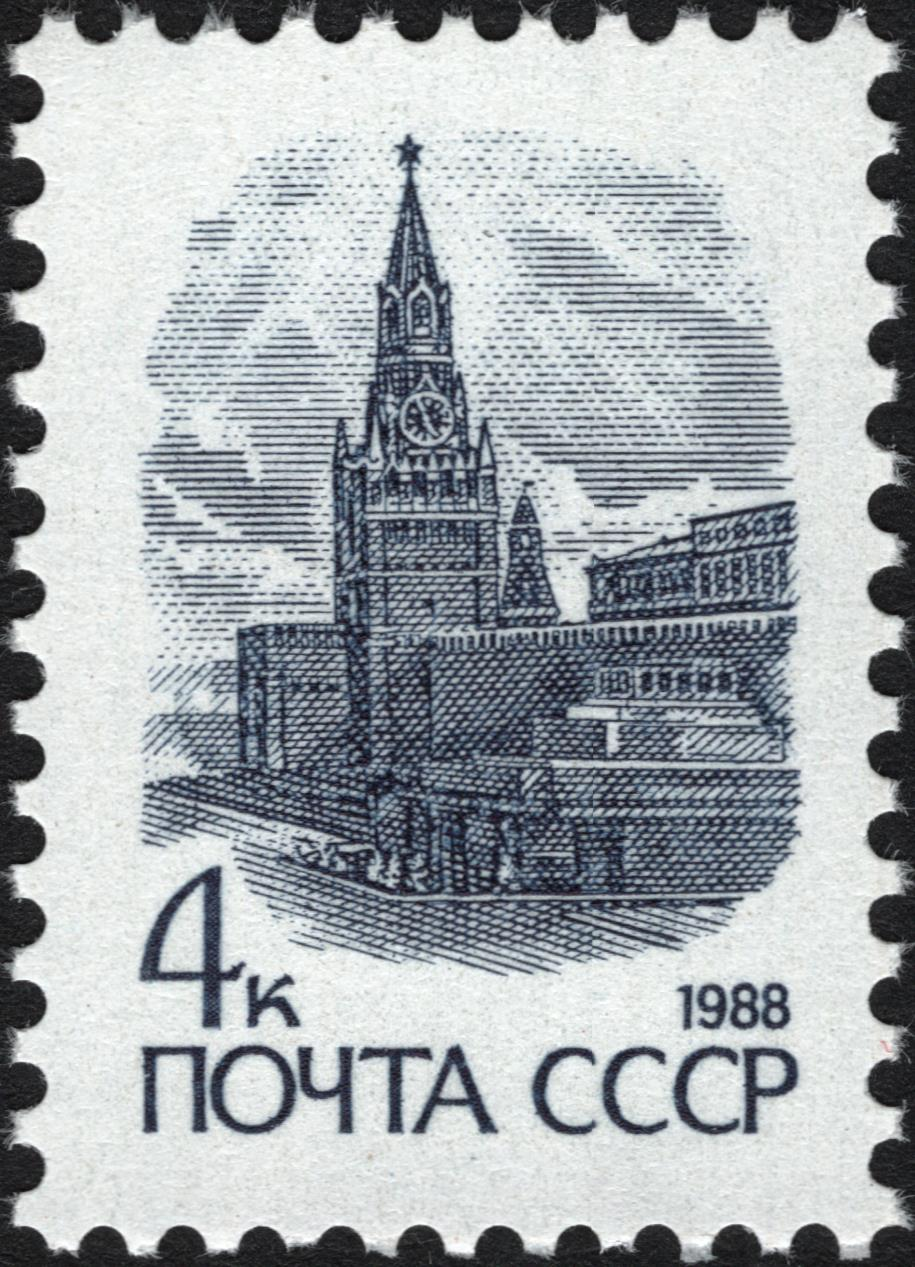
1988: стандартный выпуск. Красная площадь (ЦФА [АО «Марка»] № 6015)
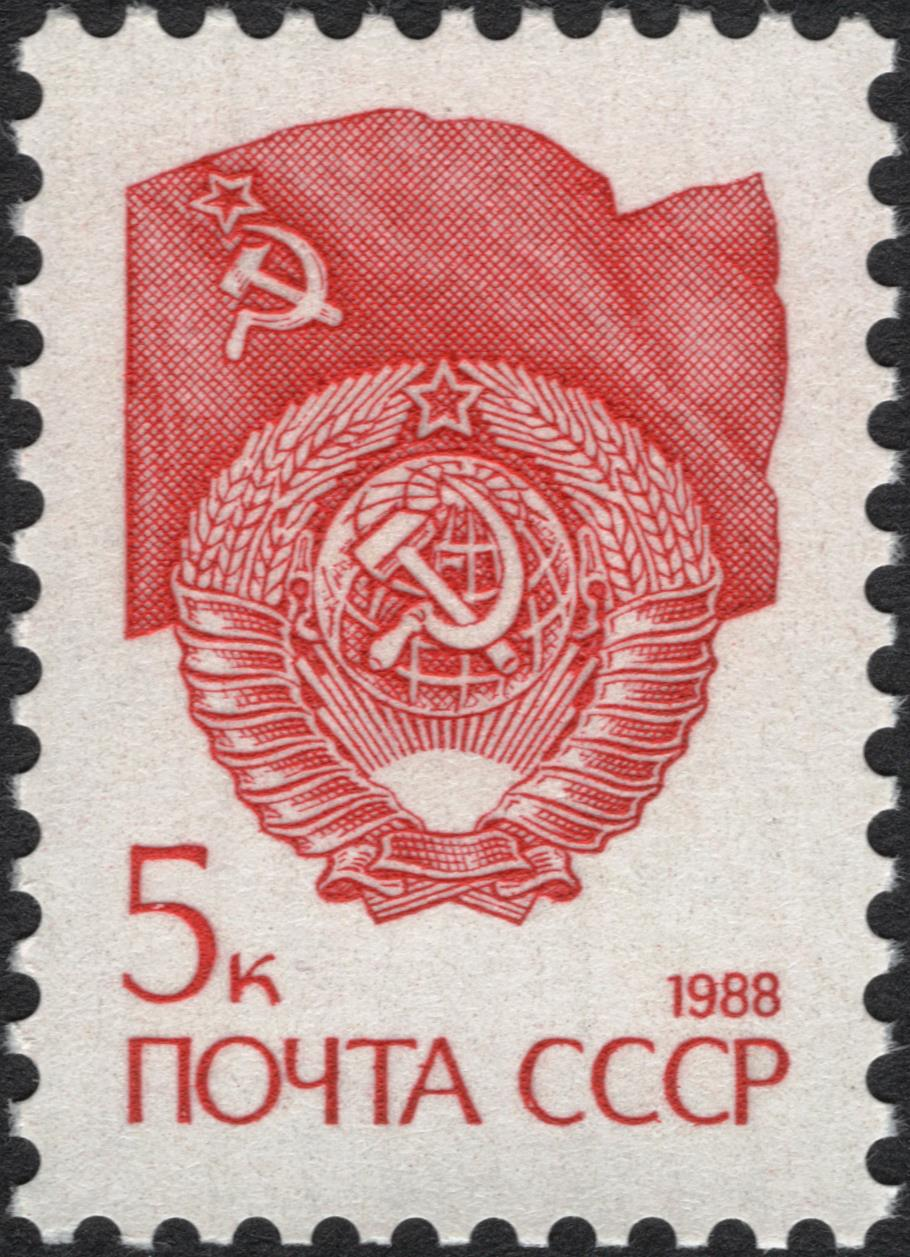
1988: стандартный выпуск. Герб и Флаг СССР (ЦФА [АО «Марка»] № 6016)
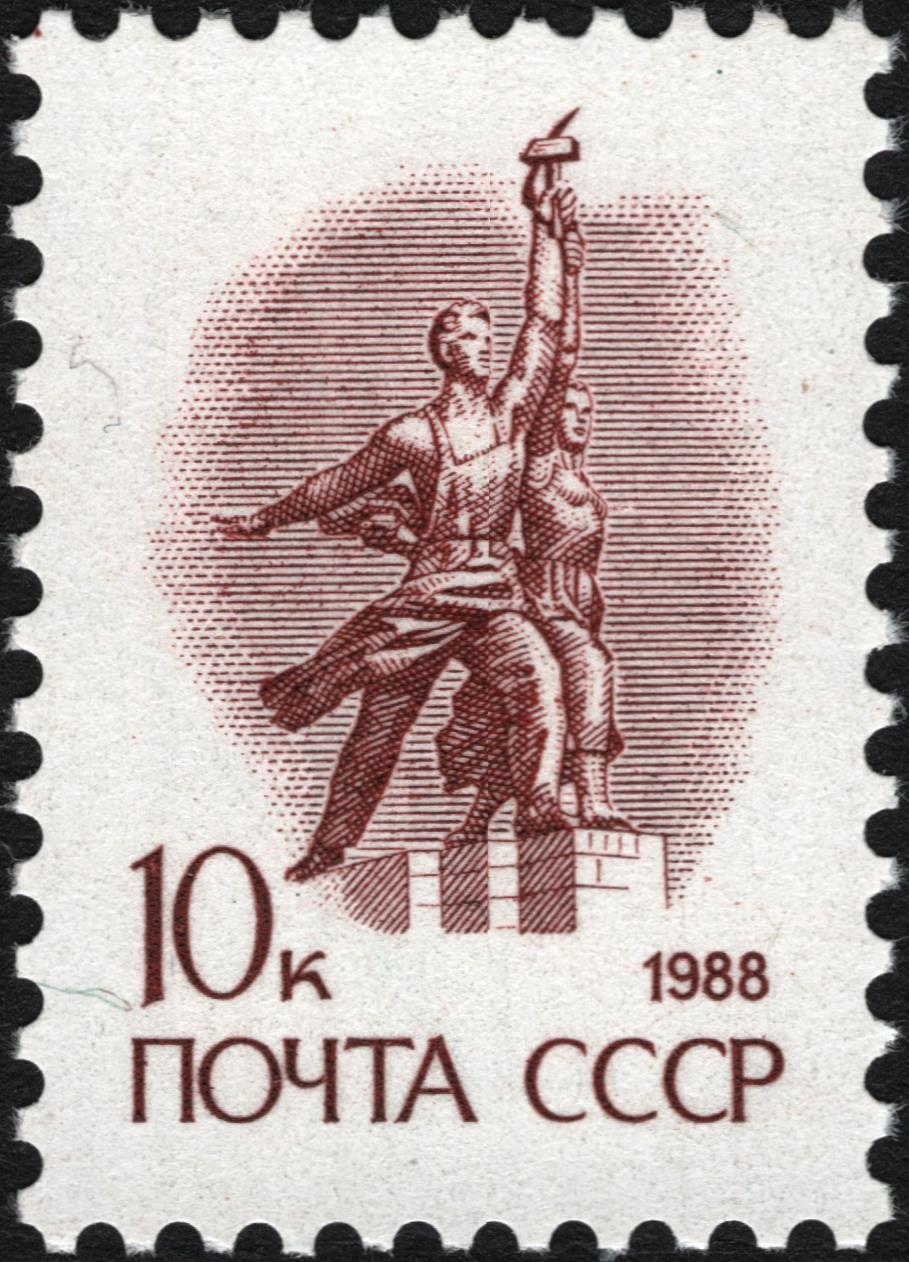
1988: стандартный выпуск. Рабочий и колхозница (ЦФА [АО «Марка»] № 6017)
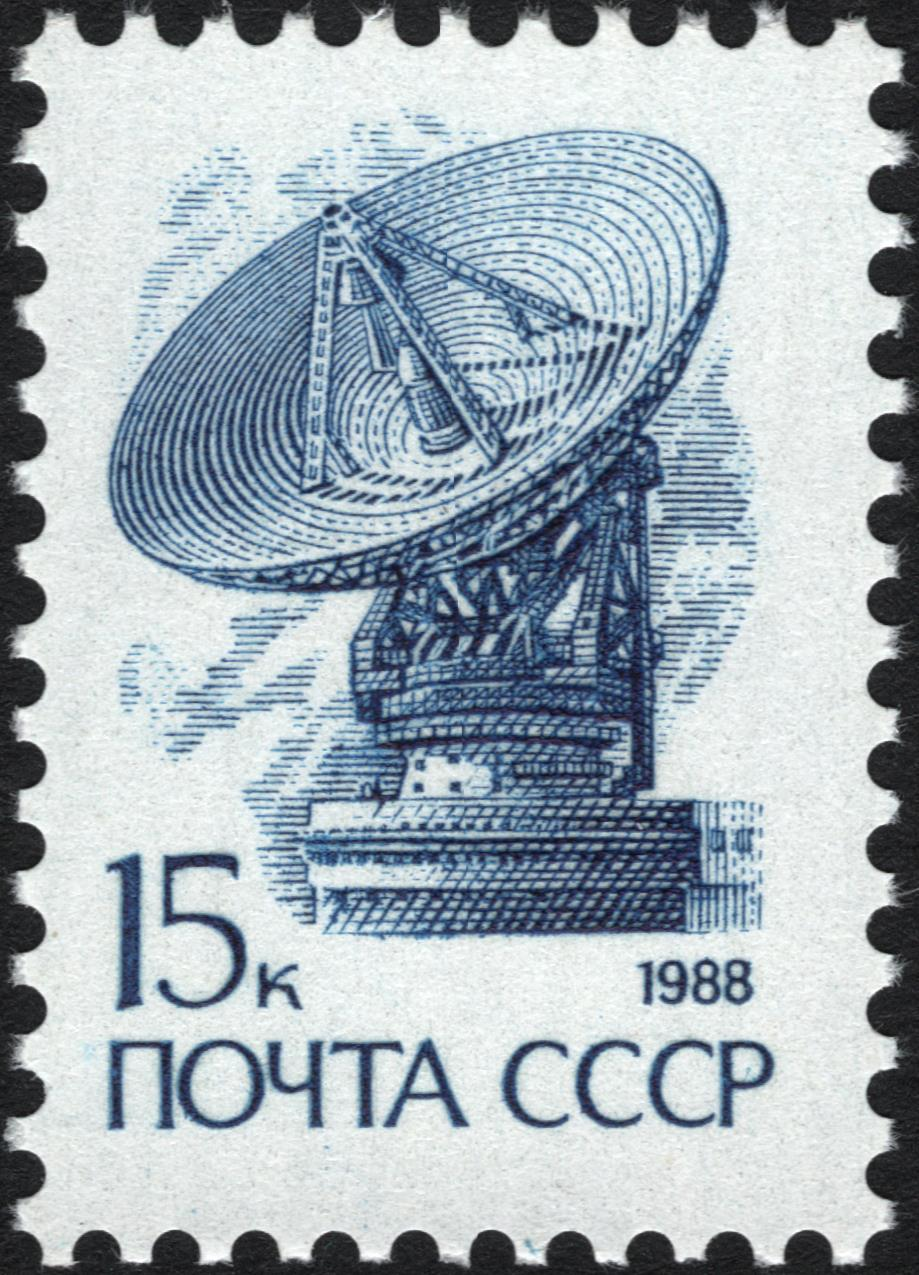
1988: стандартный выпуск. Установка космической связи (ЦФА [АО «Марка»] № 6018)
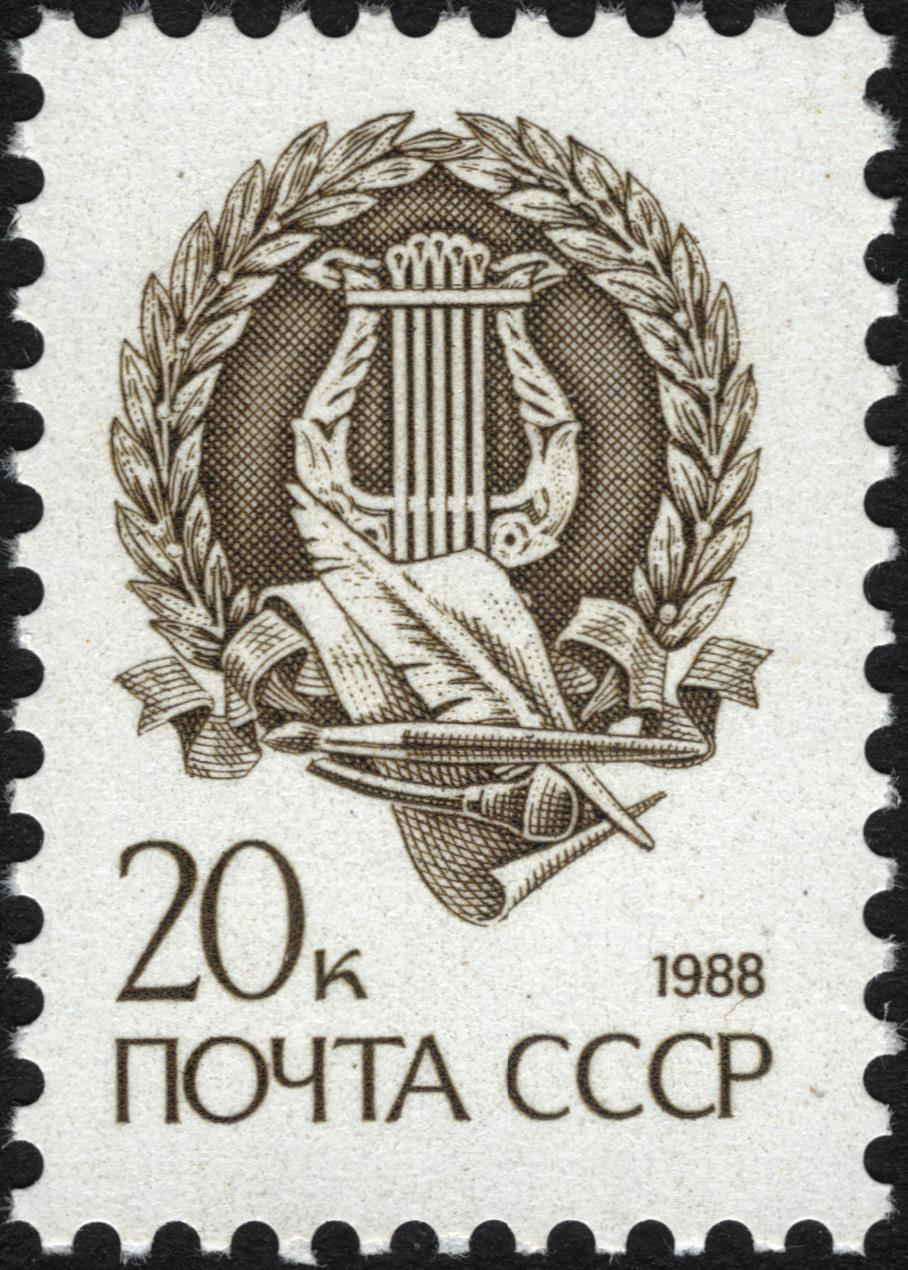
1988: стандартный выпуск. Символы искусства и литературы (ЦФА [АО «Марка»] № 6019)
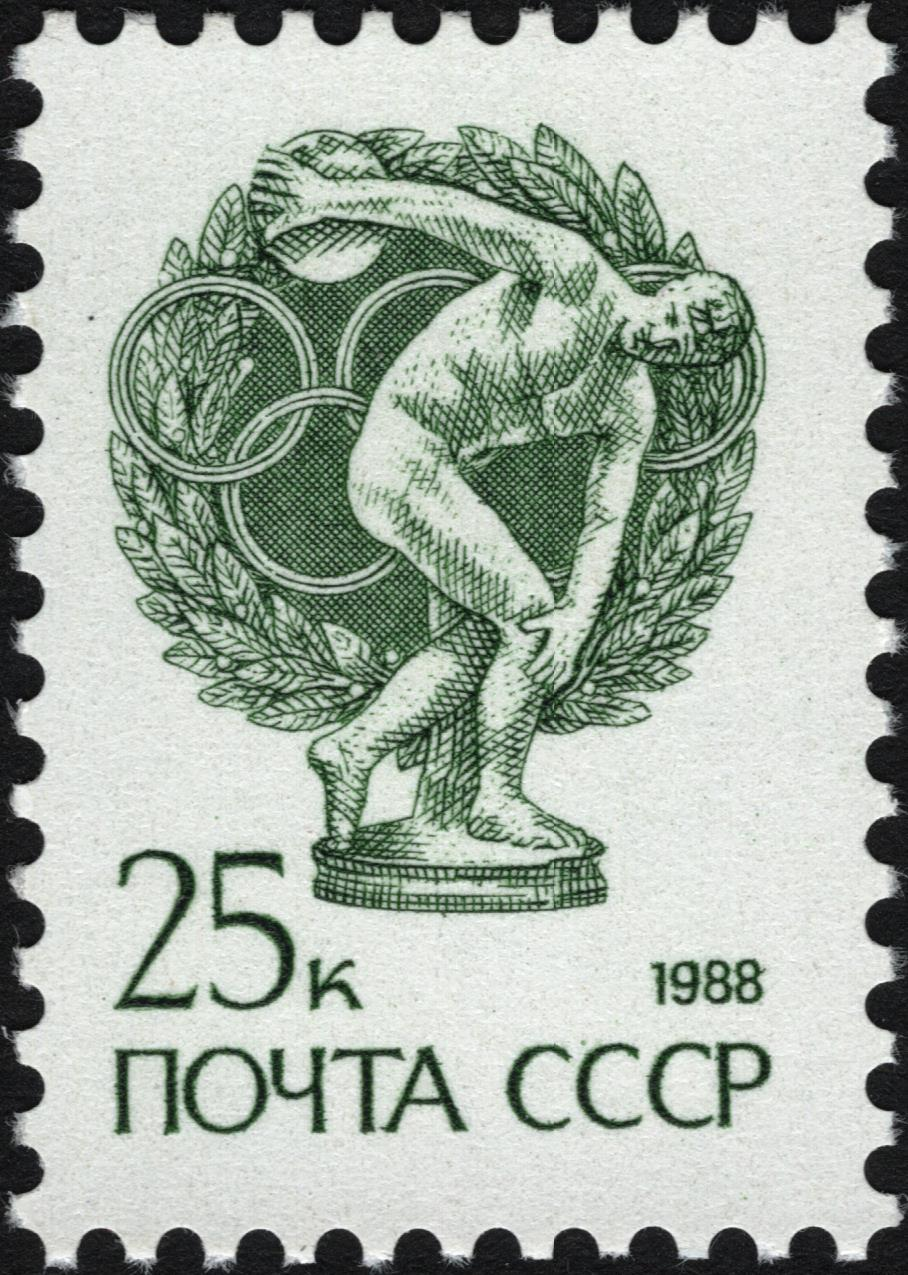
1988: стандартный выпуск. Дискобол (ЦФА [АО «Марка»] № 6020)
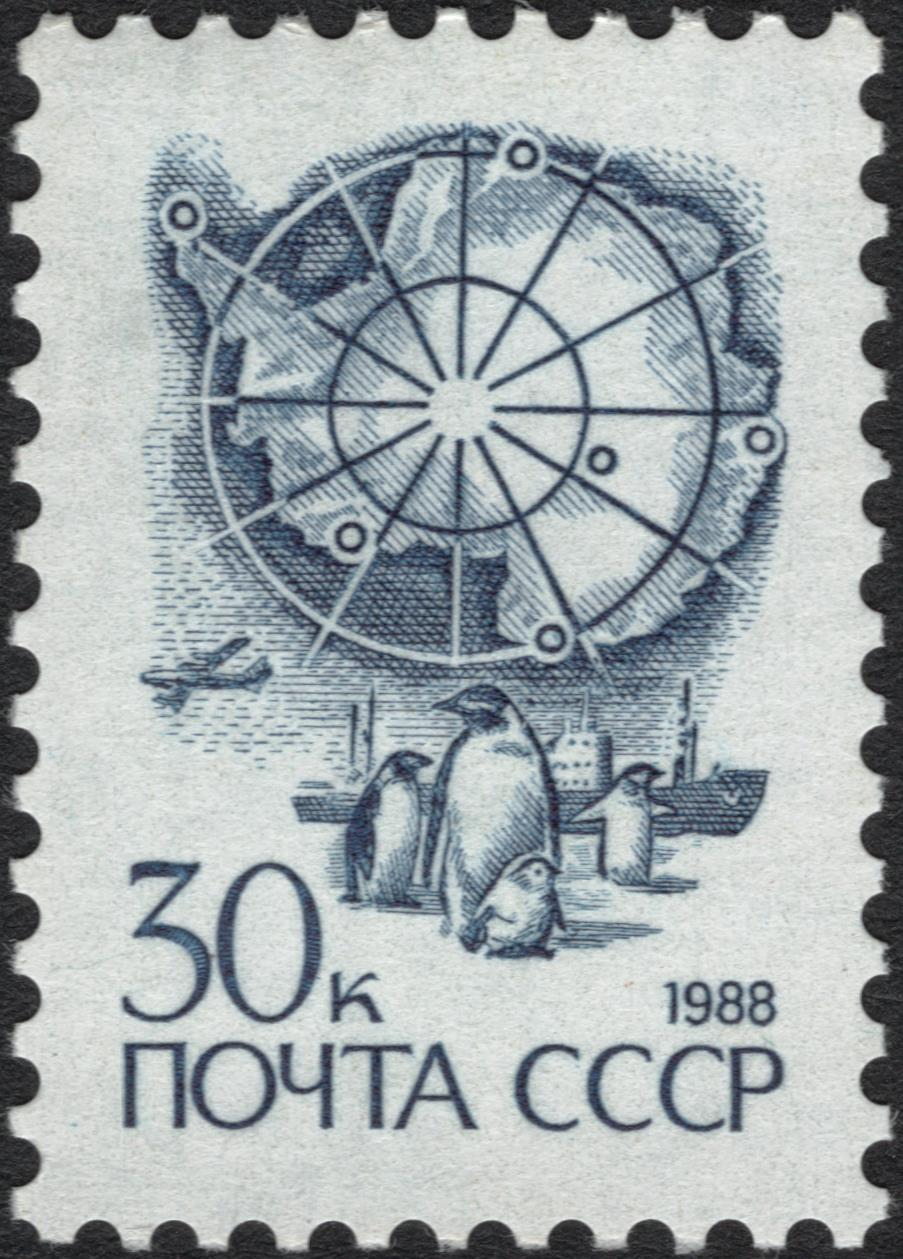
1988: стандартный выпуск. Антарктида (ЦФА [АО «Марка»] № 6021)
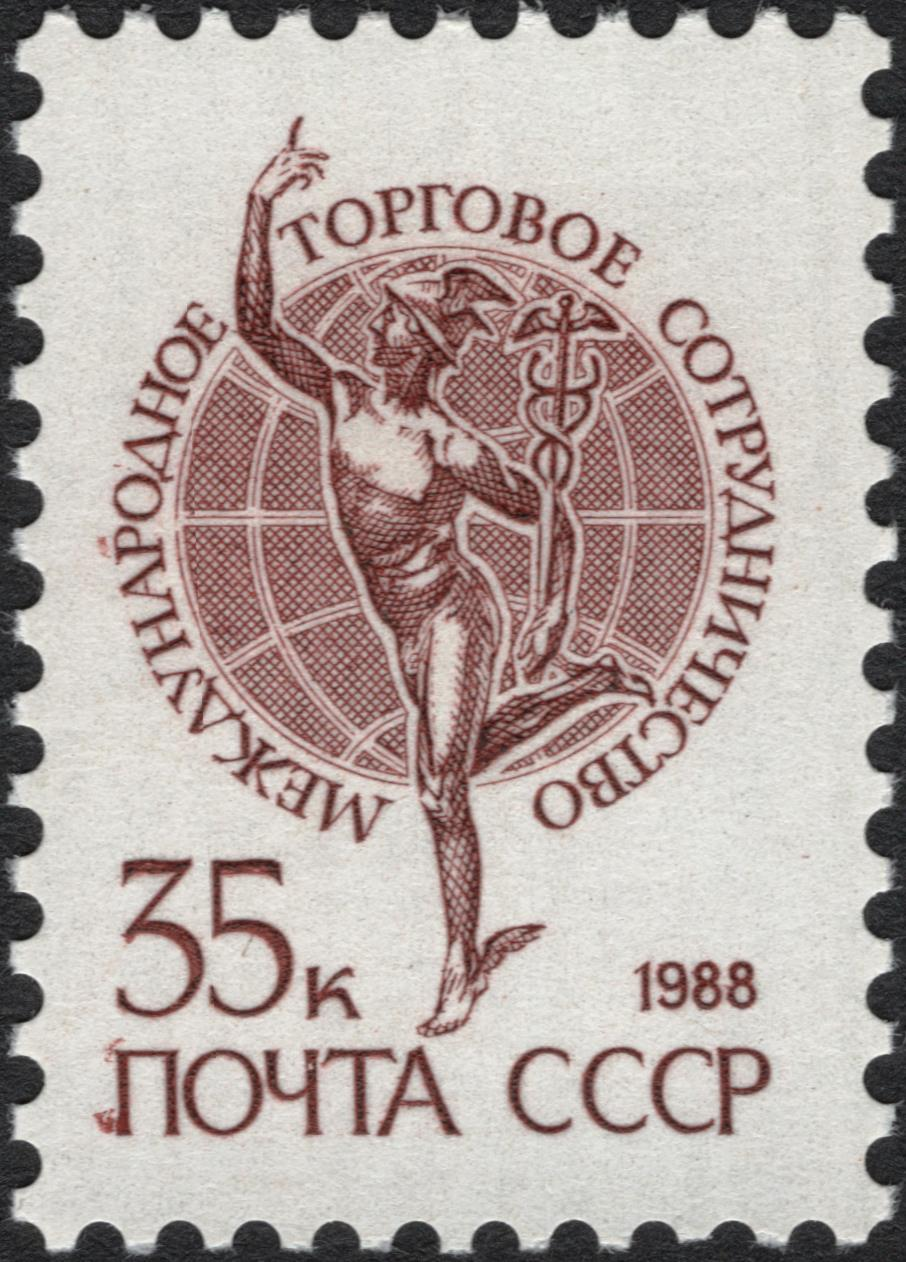
1988: стандартный выпуск. Международное торговое сотрудничество (ЦФА [АО «Марка»] № 6022)
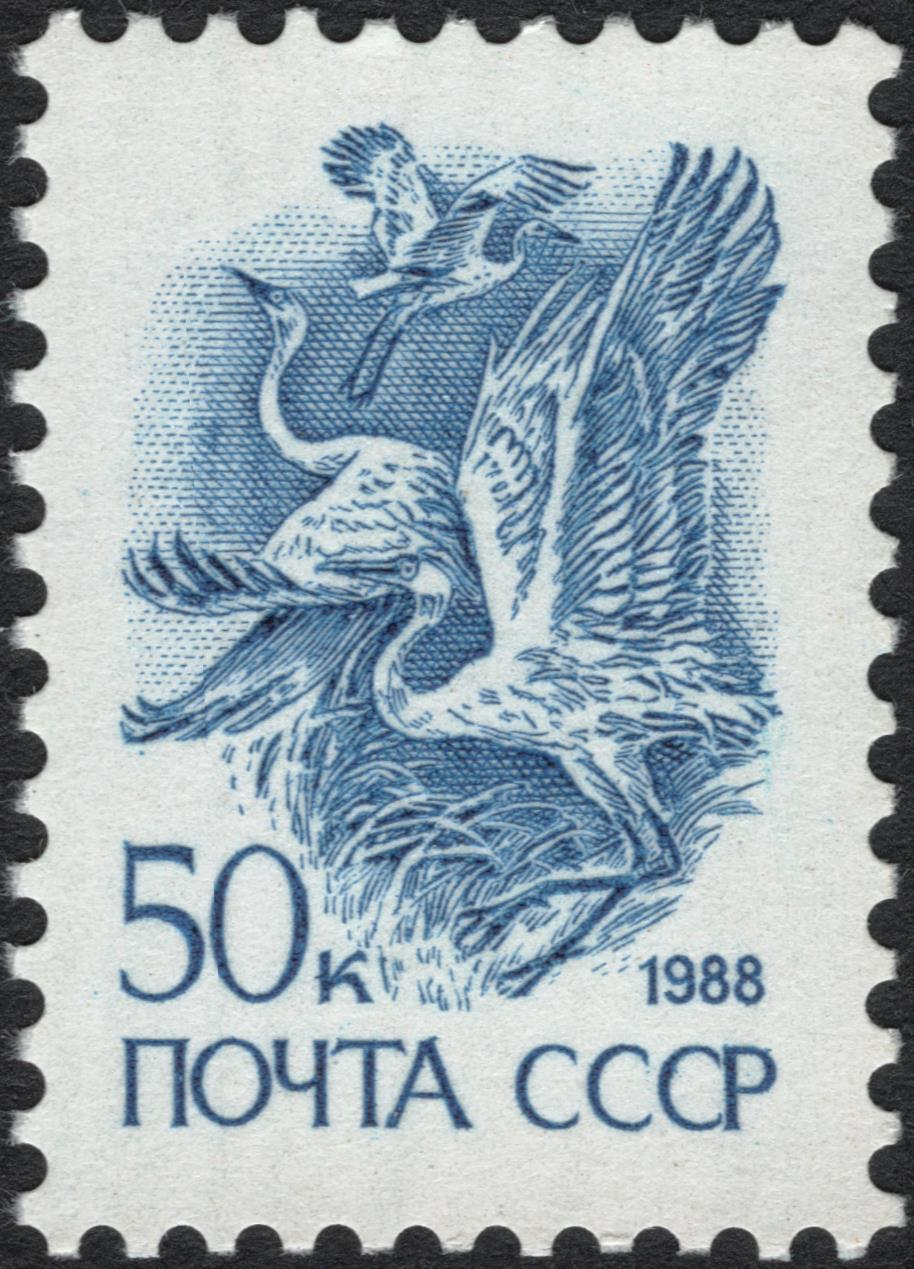
1988: стандартный выпуск. Журавли (ЦФА [АО «Марка»] № 6023)
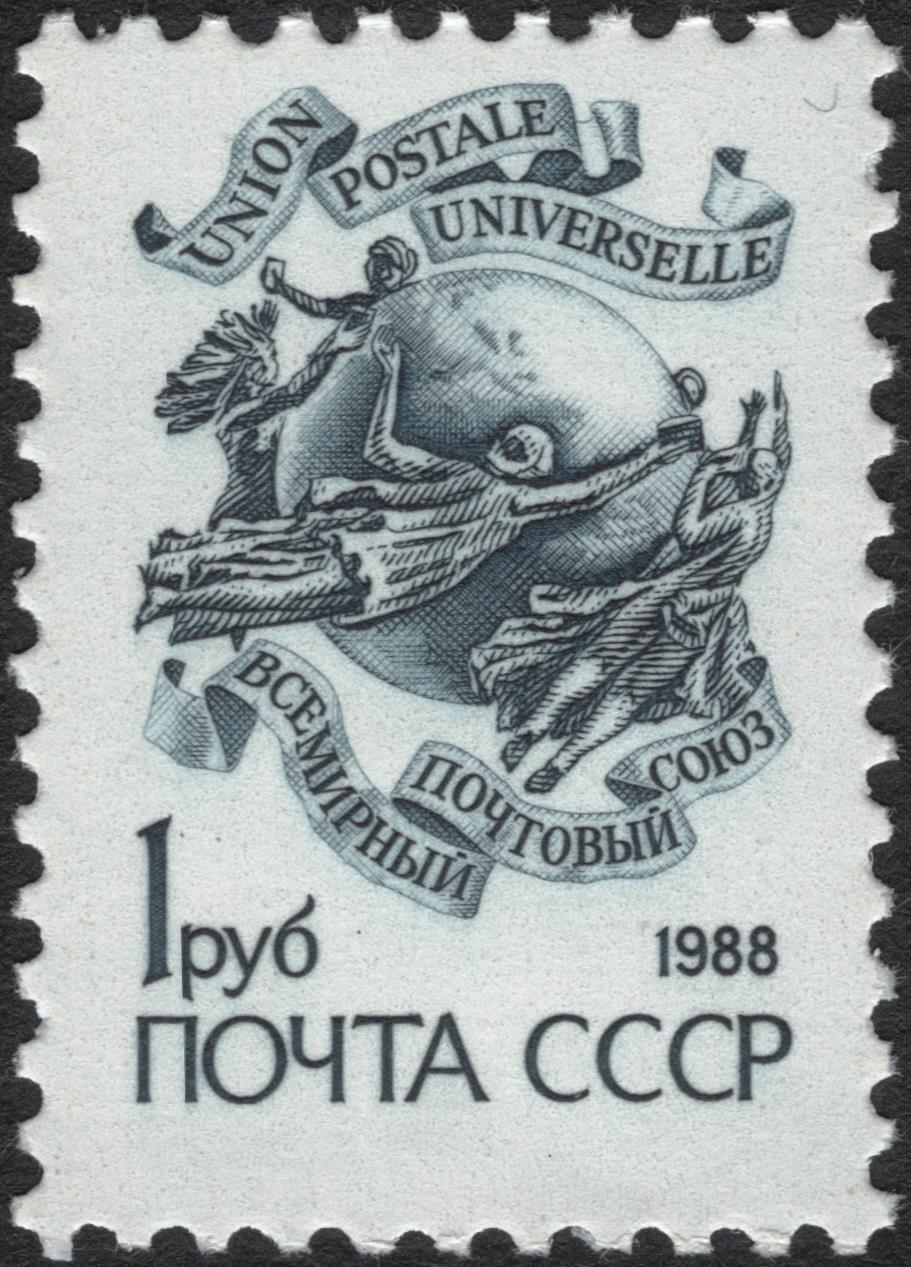
1988: стандартный выпуск. Всемирный почтовый союз (ЦФА [АО «Марка»] № 6024)
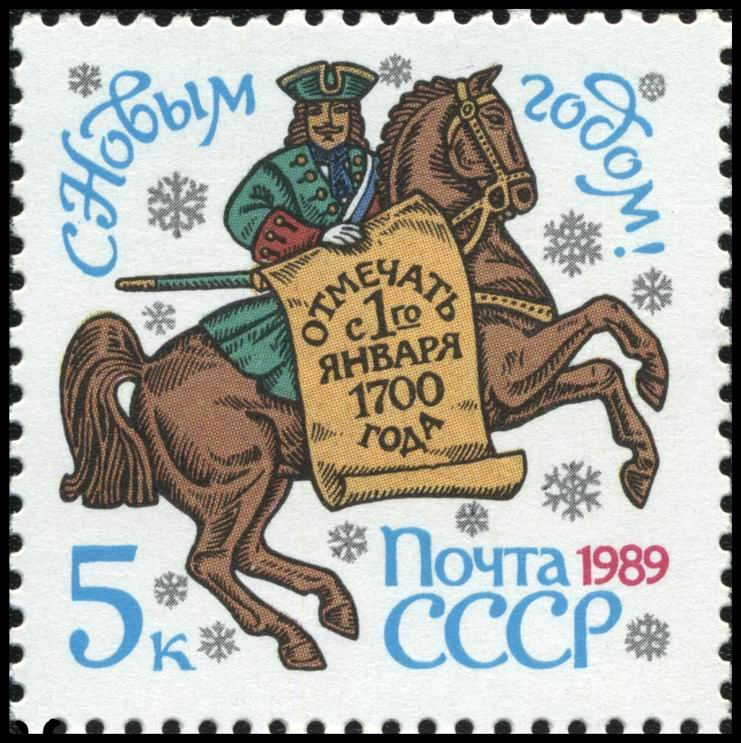
1989: С Новым годом! (ЦФА [АО «Марка»] № 6005)
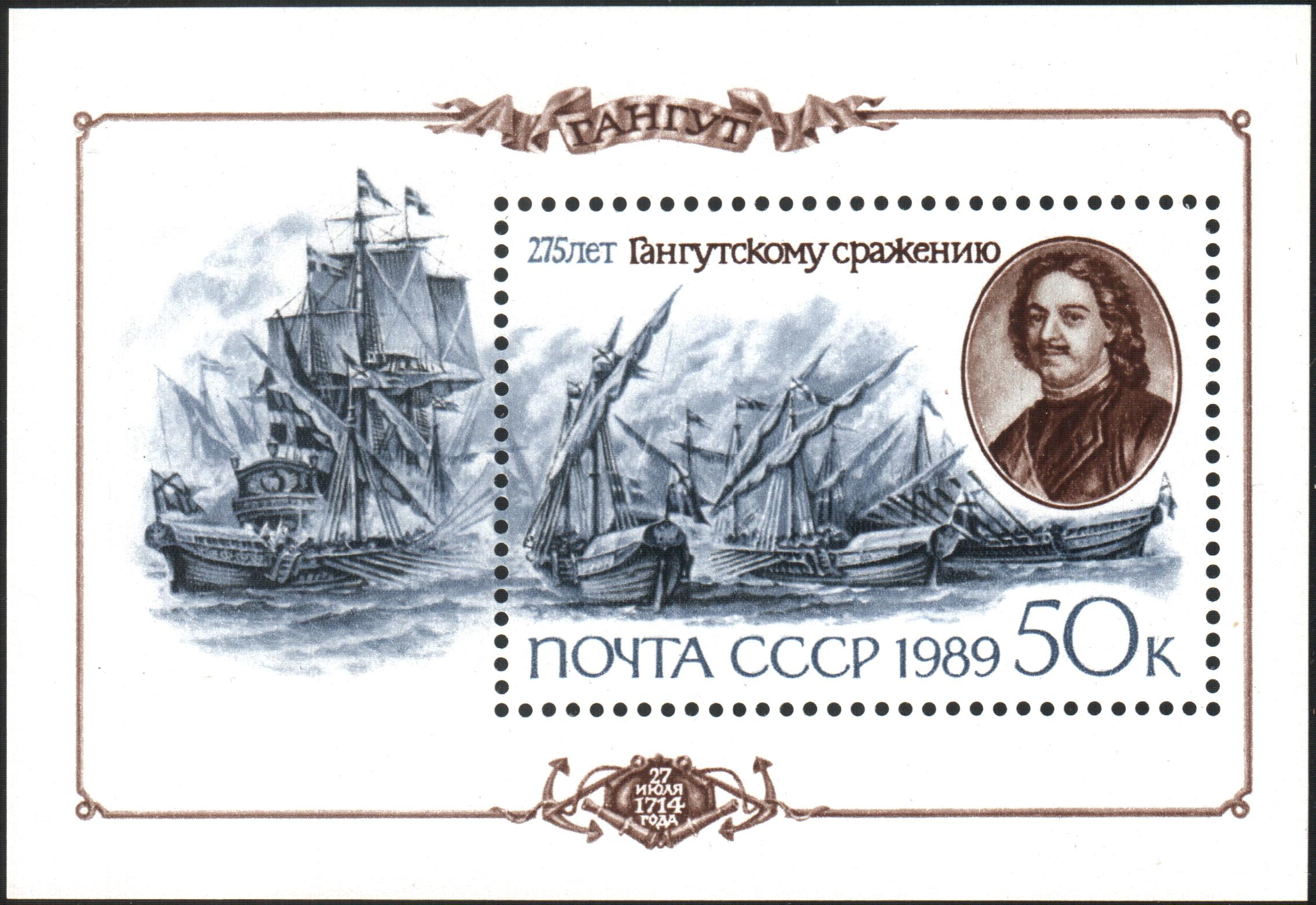
1989: 275 лет Гангутскому сражению (ЦФА [АО «Марка»] № 6098)
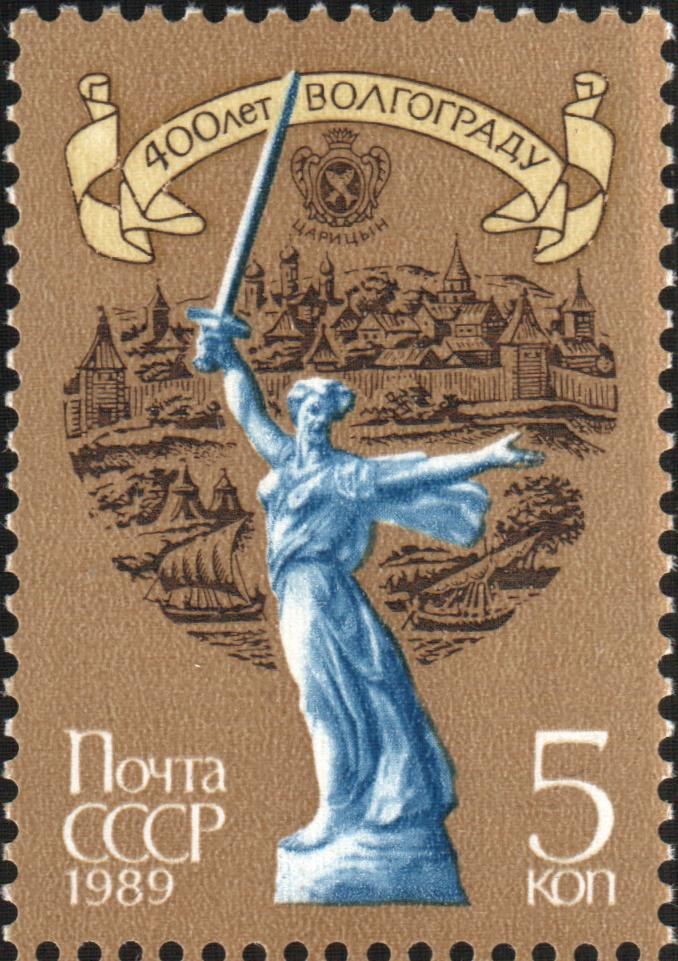
1989: 400 лет Волгограду (ЦФА [АО «Марка»] № 6068)
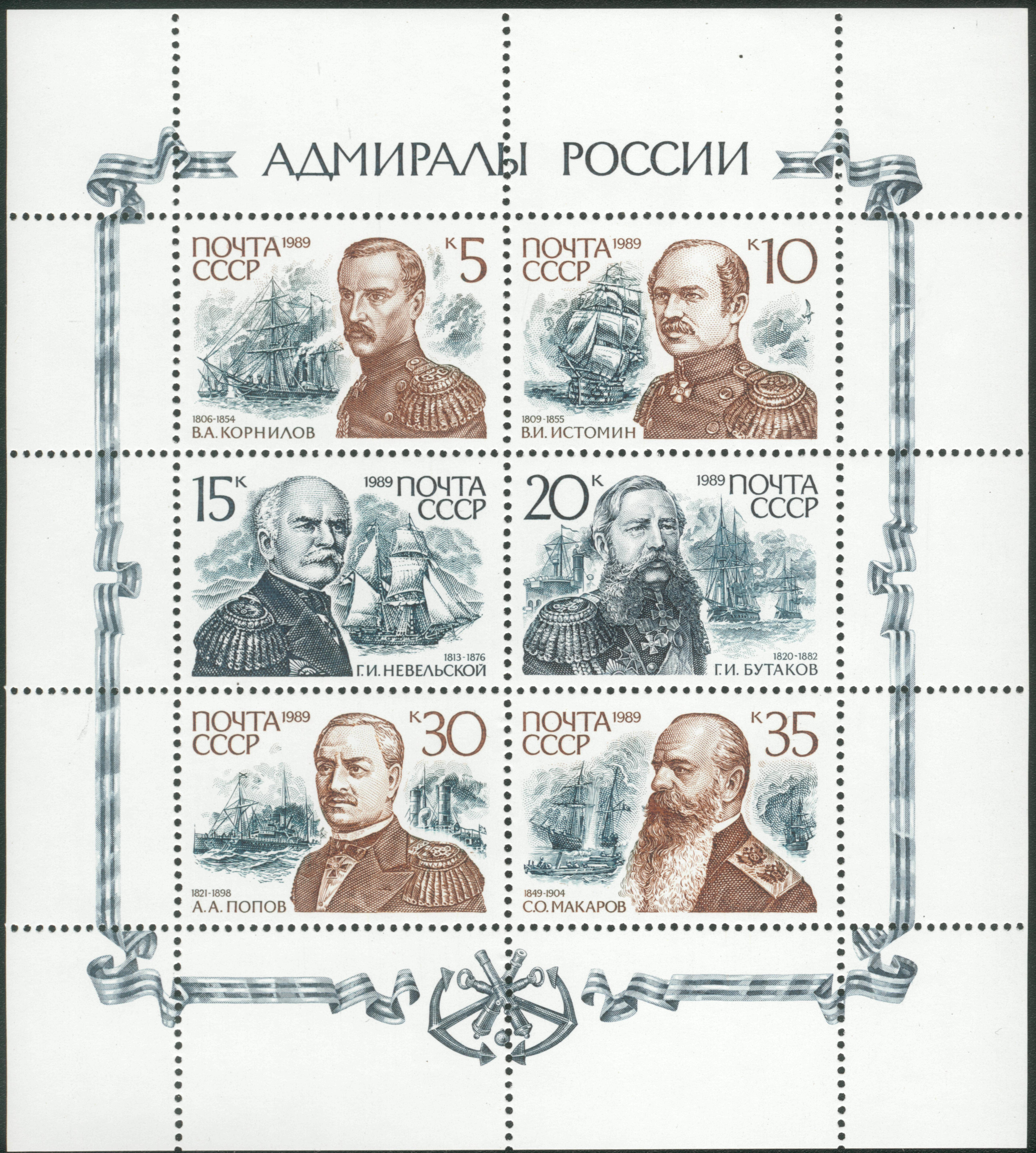
1989: Адмиралы России (ЦФА [АО «Марка»] № 6157—6162)
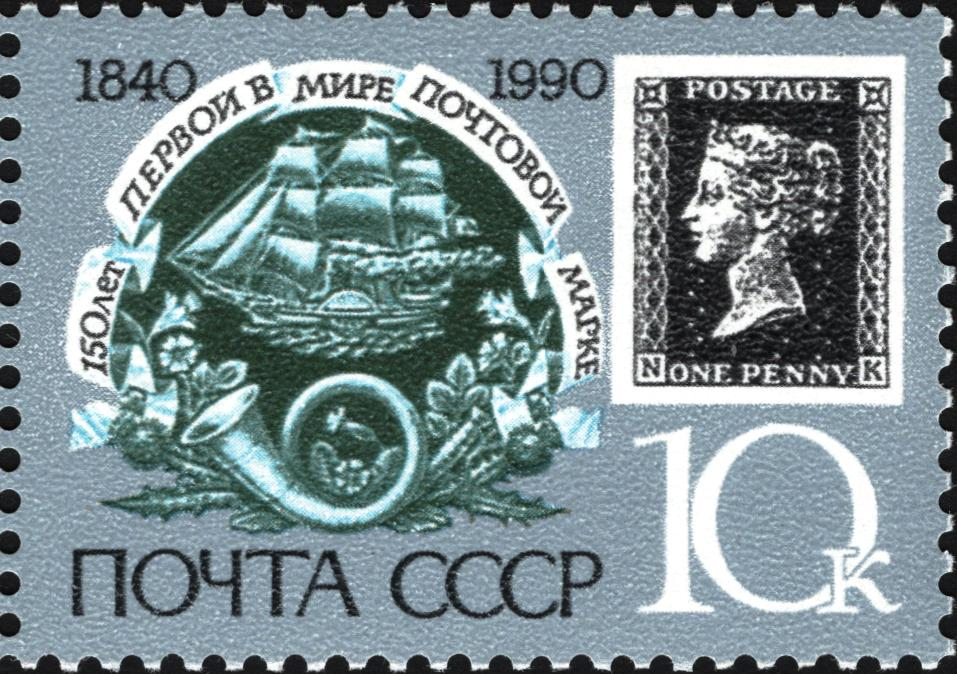
1990: 150 лет первой в мире почтовой марке (ЦФА [АО «Марка»] № 6186)
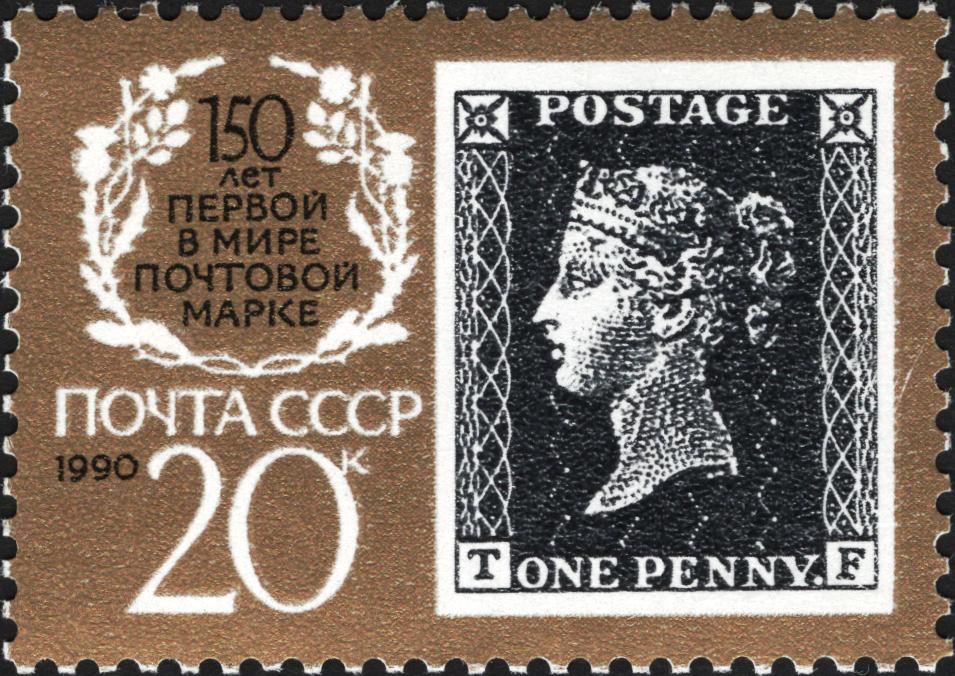
1990: 150 лет первой в мире почтовой марке (ЦФА [АО «Марка»] № 6187)
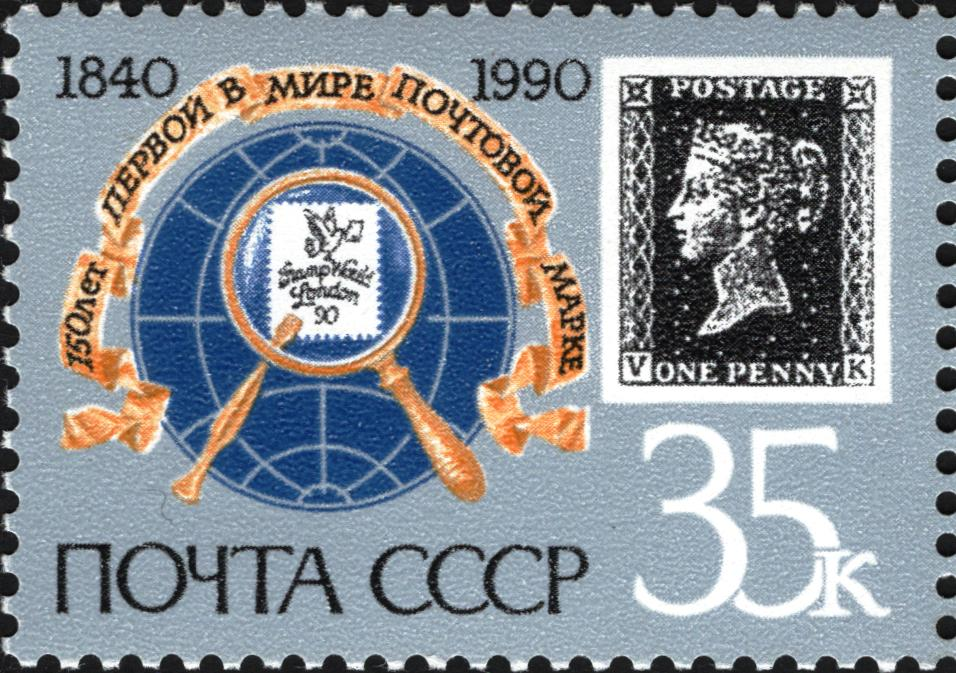
1990: 150 лет первой в мире почтовой марке (ЦФА [АО «Марка»] № 6188)
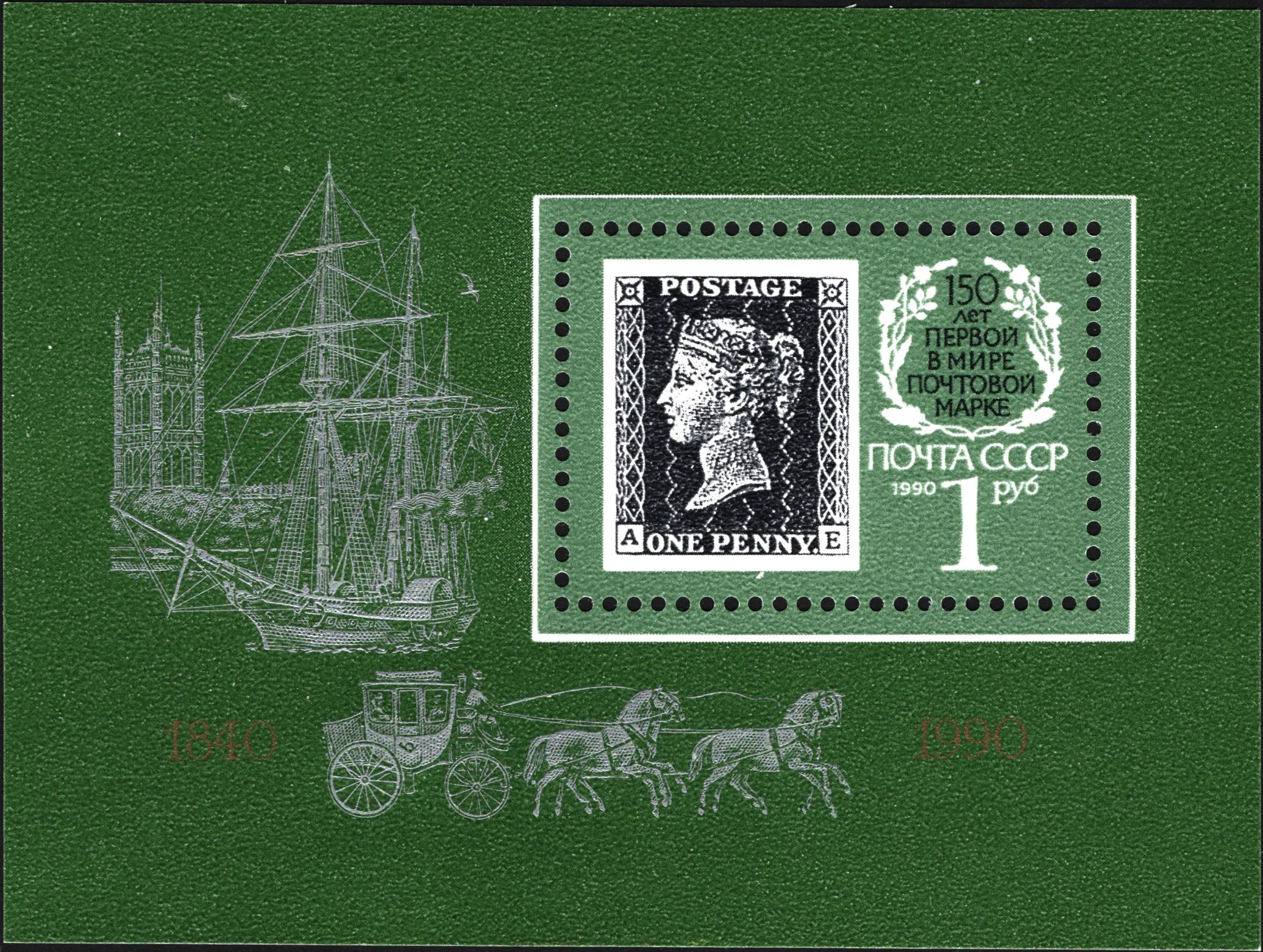
1990: 150 лет первой в мире почтовой марке (ЦФА [АО «Марка»] № 6189)
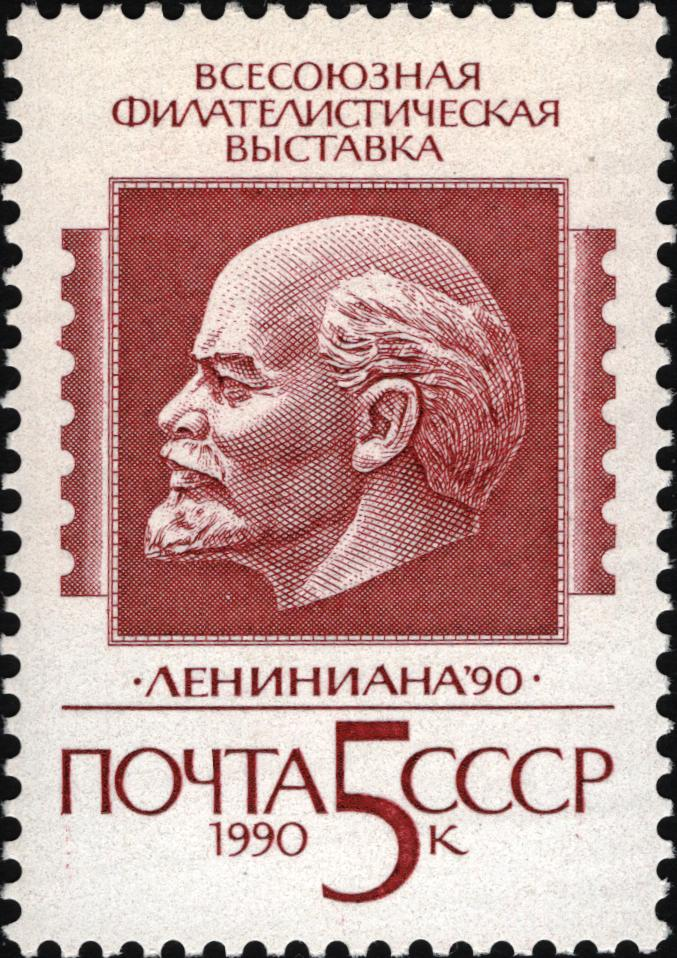
1990: Лениниана-90 (ЦФА [АО «Марка»] № 6197)
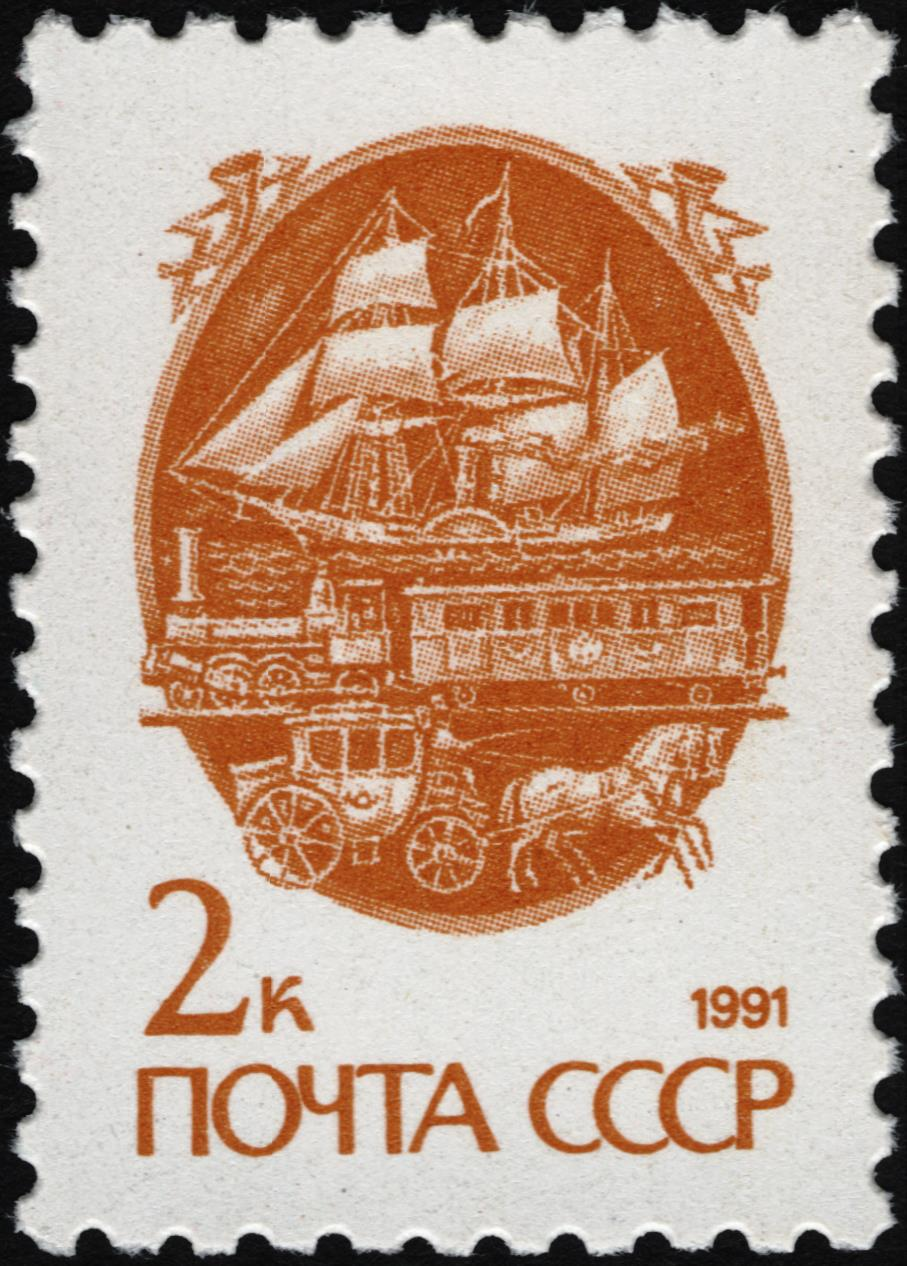
1991: стандартный выпуск (ЦФА [АО «Марка»] № 6298)
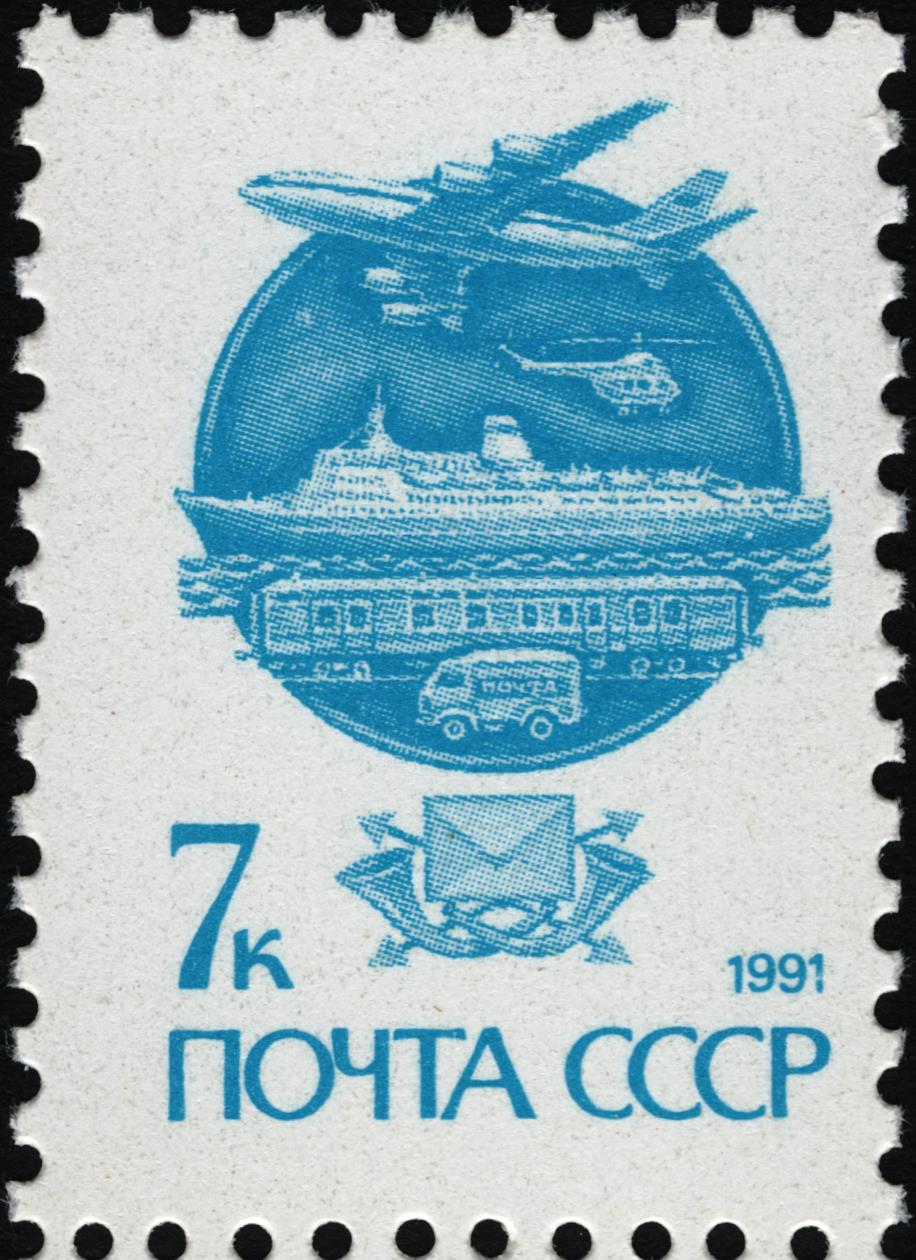
1991: стандартный выпуск (ЦФА [АО «Марка»] № 6299)
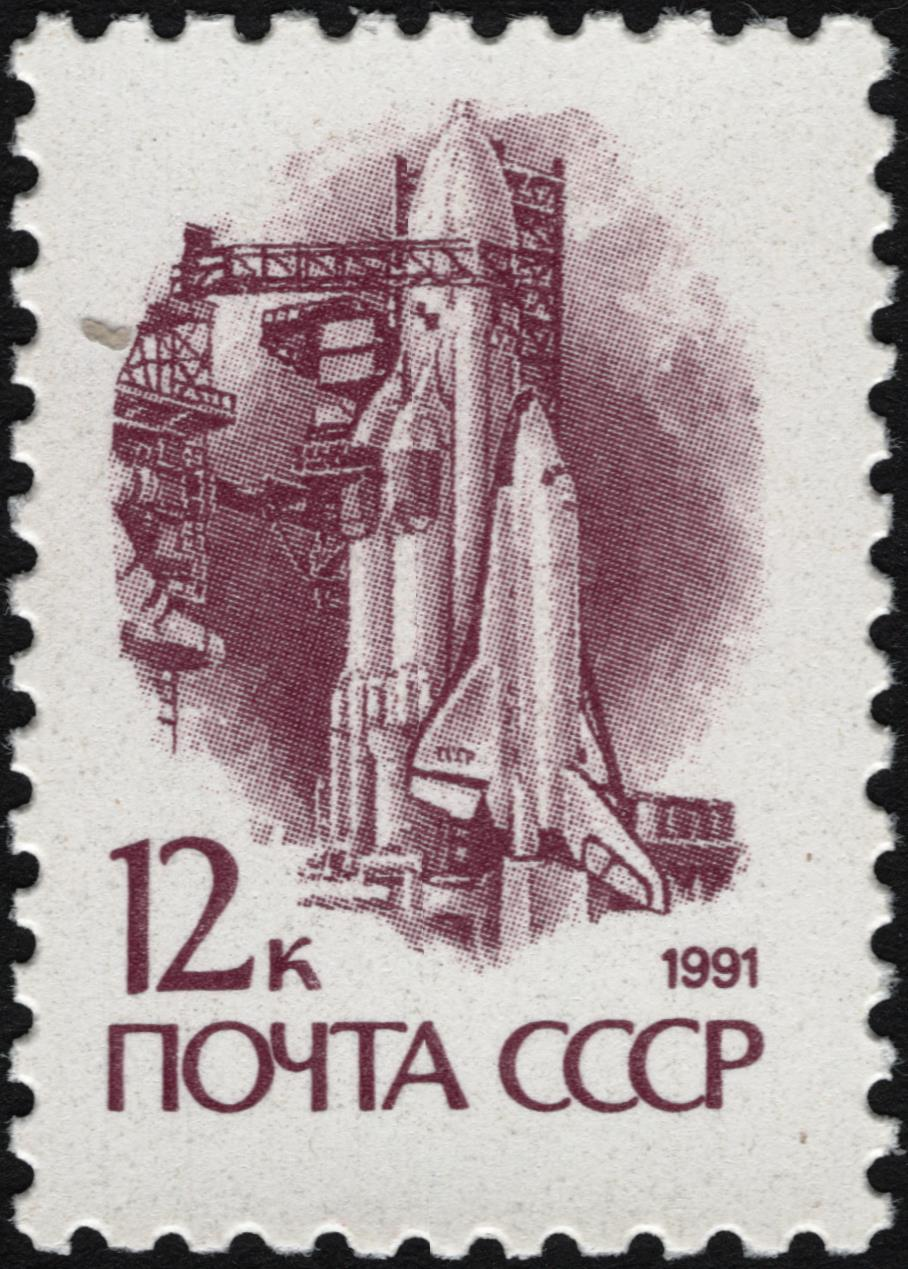
1991: стандартный выпуск (ЦФА [АО «Марка»] № 6300)
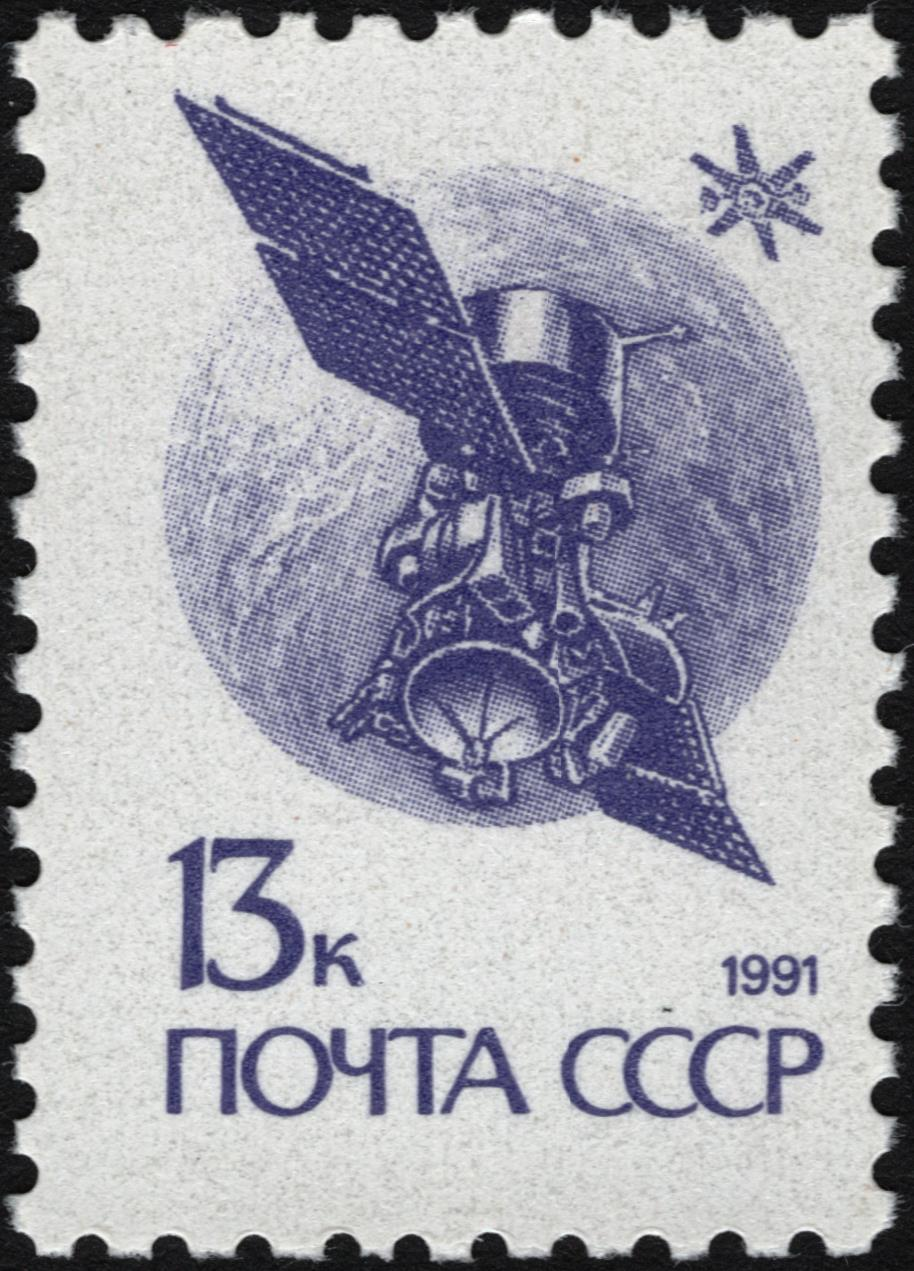
1991: стандартный выпуск (ЦФА [АО «Марка»] № 6301)
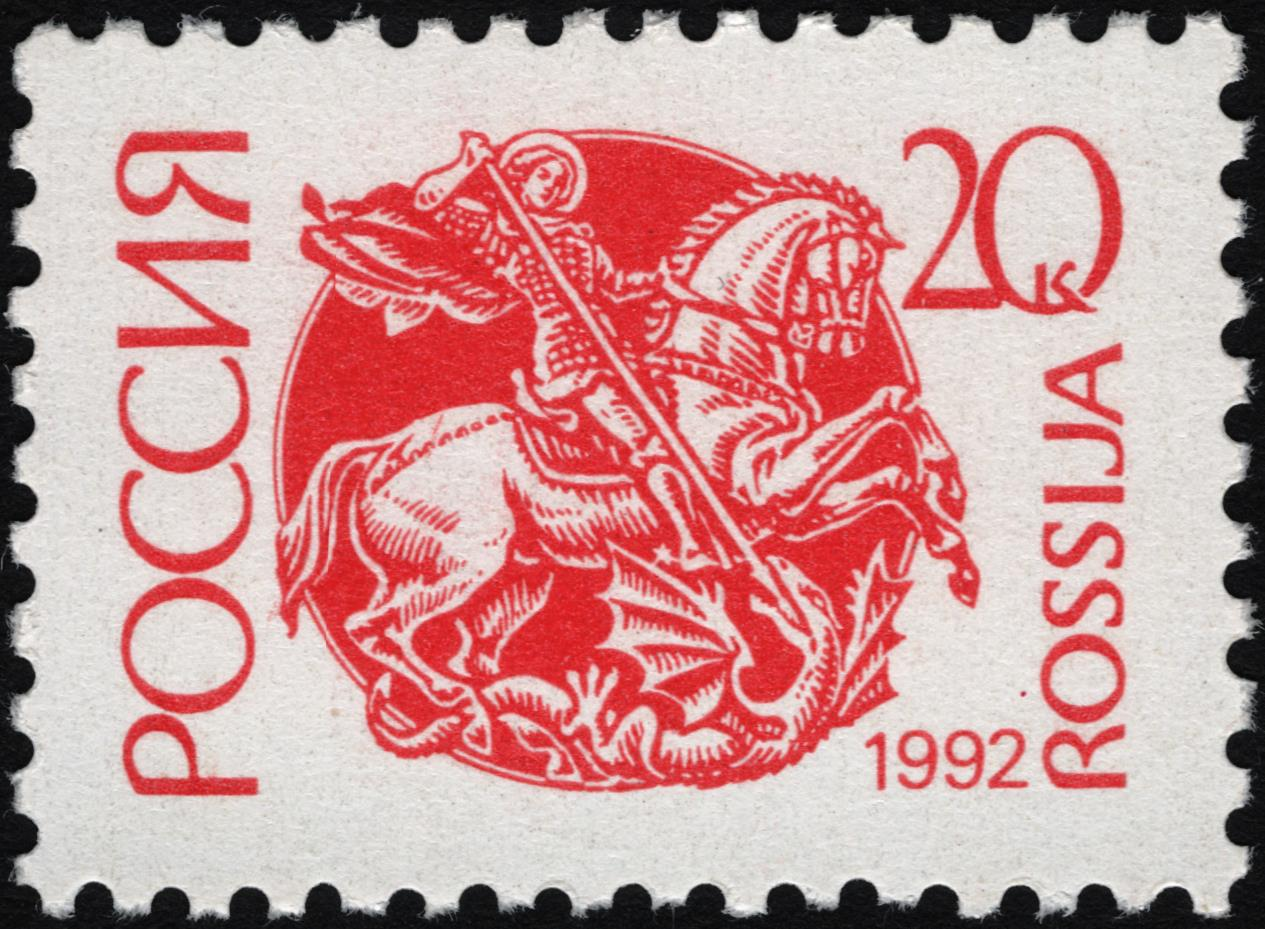
1992: стандартный выпуск. Георгий Победоносец (ЦФА [АО «Марка»] #6; Sc #6061)

Написал книгу «Мелодии почтовой миниатюры» в честь 25-летия российской марки в 2017 году, которую посвятил своей коллекции марок и где рассказал о создании нескольких десятков художественных миниатюр, их истории и уникальности. Книга волгоградского художника «Мелодия почтовой миниатюры» завоевала серебряную медаль на международной филателистической выставке в Финляндии.

## Награды
- Высшая общественная награда России «Орден Чести» трёх степеней[29].
- Высшая награда Волгоградской области Орден «Благовест» двух степеней[29].
- Высшая награда Волгограда — Орден «Во Славу города-героя»[29].
- Бронзовый педагогический крест ВГПУ[9].
- В волгоградском конкурсе «Провинциальная муза-1999» признан Человеком года[29].
- В 2006 году награждён серебряной медалью ВолГУ № 77 «За заслуги»[9].
- В 2008 году стал лауреатом Государственной премии Волгоградской области в сфере изобразительного искусства[29].
- В 2009 году на XI межрегиональном фестивале «Святая Русь» в номинации изобразительное искусство стал лауреатом I степени[29].
- В 2009 году награждён серебряным знаком II степени № 50 «За заслуги в области образования и вклад в развитие ВГПУ».
- В 2009 году награждён серебряным знаком II степени «За заслуги перед ВГСХА».
- В 2009 году стал лауреатом Международной премии «Имперская Культура».
- В 2011 году стал почётным гражданином Волгоградской области.
- В 2013 году награждён оргкомитетом Всероссийского Творческого конкурса и Народной премии «Характер России» нагрудным серебряным знаком.
- В 2014 году стал заслуженным художником России.
- В 2016 году награждён высшей наградой Мемориального Фонда Фаберже — Орденом Карла Фаберже II степени с бриллиантами № 081[30].
- В 2020 году Медаль ордена «За заслуги перед Отечеством» II степени (8 июня 2020 года) — за заслуги в научно-педагогической деятельности, подготовке высококвалифицированных специалистов и многолетнюю добросовестную работу[31].

## Скандалы и неоднозначные идеи

### Инициалы на почтовых марках
Марка «Конный гонец»
В 1990 году отмечалось 150-летие первой в мире почтовой марки — «Чёрного пенни». В мае в Лондоне проходила Всемирная филателистическая выставка «Лондон-90», где почта СССР презентовала три марки и почтовый блок, подготовленные Владиславом Ковалём. При утверждении марок экспертная комиссия не заметила, что художник вмонтировал в них собственные инициалы и инициалы родственников. Если одна марка с литерами «NK» имела право на существование, то две других с литерами «VK» и «TP» — не имели, так как не вписывались в порядок расположения оригинальных марок на листе. Это было обнаружено только на выставке, к тому времени почта СССР уже успела напечатать большое количество «неправильных» марок, и многие из них уже были проданы, поэтому уничтожить тираж было невозможно. Единственным выходом стала допечатка исправленного тиража. Так появились марки с литерами «AH» и «TF». Однако марки в качестве сувенира были отправлены королеве Великобритании Елизавете II, которая приняла их с благодарностью и включила в Королевскую филателистическую коллекцию.
В 2015 году было обнаружено, что на марке «Конный гонец» из четырнадцатого стандартного выпуска также присутствуют инициалы автора. На марке, выпущенной в 1988 году, удила на лошади имеют круглую форму, тогда как на марке 1989 года — форму монограммы художника.

### Демонтаж скульптуры «Родина-мать»
Неоднократно выступал с идеей переноса скульптуры «Родина-мать зовёт!» с Мамаева кургана в степь. Эта идея была крайне негативно воспринята волгоградской общественностью.
Родина-мать? Не мать она мне! У моей матери не было меча. Родина-мать — это когда с ребёнком, а эта женщина — валькирия, абсолютно языческое сооружение. Я вообще считаю, что памятник на Мамаевом кургане нужно демонтировать... не снести, просто перенести куда-нибудь в степь, где бои были. А на самом кургане, это я придумал, сделать площадку в форме пятиконечной звезды, которую хорошо бы усеять сотнями тысяч маленьких звёздочек по числу погибших. Чтобы у каждого, кто поднимется на эту площадку, было желание снять обувь или даже просто упасть на эти звёзды, поцеловать их...Владислав Коваль
Так в ноябре 2010 года в интервью газете «Аргументы и факты» художник заявил:
Город вокруг нас — безобразный. Город каменный, помпезный, с наносным уровнем героического пафоса, всё это напоминает мне кладбище ...искусственные святыни. И в том числе Родина-мать. У меня была идея «одеть» в металл постепенно разрушающееся каменное изваяние статуи и выставить в степи. На мой взгляд, выглядывающее из-за домов, искажённое лицо женщины с мечом — это неэстетично. Как ни парадоксально, но она является языческим символом воинственной женщины с мечом – валькирией. А это символ германского оружия, победу над которым она призвана являть. Поэтому в степи, где когда-то стояли каменные бабы хазар, ей самое логичное место. Да и смотреться в чистой степи она будет гораздо величественнее ...каменной глыбой, подходя к которой не видишь ничего, кроме гигантских пупка и груди.Владислав Коваль

### Переименование Волгограда
Является инициатором переименования Волгограда в Царицын-на-Волге (Сталинград), что по мнению художника, будет объединять все исторические имена города.
На всех мировых картах Волгоград обозначается Сталинградом, и мы должны вернуть городу это имя. Но в скобочках, как исторический псевдоним: Царицын (Сталинград). Скобочки должны быть кладбищенской оградой, и это тоже очень важный символ. Наш город немыслим без кладбищенского духа, но пускай этот дух останется за оградой. Никто ведь не хочет жить на кладбище.Владислав Коваль

### Герб Волгограда
Художник является автором проекта герба Волгограда, в основу которого положен старинный герб Царицына, созданный товарищем (заместителем) герольдмейстера Франциско Санти. На нём были изображены крест-накрест две серебристые стерляди на красном щите. На проекте герба Коваля щит со стерлядями венчает корона (губернский центр), внизу к щиту прикреплена золотая звезда (город-герой) в обрамлении дубовых (боевая слава) и лавровых (слава трудовая) листьев, с боков щит поддерживают два мужчины, один в обмундировании стрельца XVII века, второй в советской военной форме времён Сталинградской битвы.
Художник Юрий Курасов заявляет, что концепция перекрещенных рыб взята с полкового знамени первой роты царицынского драгунского полка. На гербе Царицына осетры расположены по диагонали один за другим и не перекрещиваются. Франциско Санти к моменту создания этого ротного знамени уже несколько лет был в Якутии в ссылке за антигосударственный заговор.

### Герб Волгоградской области
Также Коваль является автором проекта герба Волгоградской области. Проект художника практически полностью повторяет герб областного центра: те же стерляди на щите, только в роли щитодержателей — женщина и мужчина, символизирующие Волгу-матушку и Дон-батюшку соответственно, а на щите четыре восьмиконечные звезды и одна девятиконечная, в сумме число лучей этих звёзд равно числу районов области. Другой вариант — на щите три снопа по 11 колосьев, символизирующие районы области и солнце, символизирующие Волгу. Художник был намерен узаконить проект своего герба, так как по его мнению скульптура «Родина-мать», изображённая на действующем гербе, нарушает геральдические правила.
На заседании профильная комиссия Общественной палаты Волгоградской области отклонила проект нового герба. Общественники приняли решение отозвать документ по изменению герба, направленный в областную Думу, а фракция КПРФ в областной Думе инициировала расследование по факту подделки протокола голосования региональной Общественной палаты за проект герба, так как по факту данный проект даже не проходил процедуру голосования, хотя в протоколе заседания было указано, что за рассмотрения проекта в областной Думе высказалось 27 человек. Когда подлог вскрылся, стало понятно, что эта инициатива Владислава Коваля и председателя Общественной палаты Волгоградской области Олега Иншакова, которую при помощи подделки документа пытались выдать за мнение всей Общественной палаты.

### Символика к 70-летию Победы в Сталинградской битве

Утверждённый памятный знак

Конкурс на создание памятного знака не был официально объявлен, но на суд жюри и зрителей были представлены около 40 эскизов памятной медали и 20 проектов юбилейного логотипа. В августе 2012 года состоялись три смотра проектов, на которых своё мнение высказали ветераны, члены НКО и региональной Общественной палаты. В конце августа были оглашены результаты голосования — большинство высказалось за проект художника Юрия Курасова. В сентябре на третьем заседании рабочей группы, куда не были приглашены ветераны и авторы проектов, заместитель председателя правительства Волгоградской области Юрий Сизов огласил имя победителя, которым стал Владислав Коваль.
Ветераны утверждают, что не видели эскизов Коваля во время обсуждений проектов. Были раскритикованы его эскизы: на изначальном проекте его медали дизайн колодки был выполнен «в виде красного треугольника, как у фашистов», а утверждённый проект является «художественно непрофессиональным по отношению к значимому памятному событию»: медаль выполнена в виде октябрьской звёздочки, на фоне которой располагается силуэт монумента «Родина-мать», где меч сливается с каймой звезды. Подобным образом художник оформлял книги серии «Подвиг Сталинграда бессмертен» для Нижне-Волжского книжного издательства.
Ветераны считают главным провокатором сложившегося скандала Юрия Сизова, который «в очередной раз протащил негодные творения своего любимца, обманув ветеранов, других авторов, участвующих в конкурсе». В итоге ветераны обратились к губернатору Сергею Боженову с просьбой уволить чиновника, которого обвиняют в том, что он без учёта общественного мнения утвердил победителя конкурса эскизов памятной медали.

### Изображение Христа на Столбичах
Летом 2015 года художник высказал идею о создании на памятнике природы Столбичах картины «Твердь». Полотно размером 25 × 30 м должно изображать лик Христа, сцены из его земной жизни и воскрешения.
Данная идея была неоднозначно принята общественностью. Против выступил кандидат географических наук Сергей Моников.